# Открытый чемпионат США по теннису 2018
Открытый чемпионат США по теннису 2018 года — 138-й розыгрыш ежегодного профессионального теннисного турнира серии Большого шлема, проводящегося в американском городе Нью-Йорк на кортах местного Национального теннисного центра, носящего имя Билли Джин Кинг.
В 2018 году матчи основных сеток прошли с 27 августа по 9 сентября. Соревнование традиционно завершало сезон турниров серии в рамках календарного года.

## Общая информация
На этом чемпионате были внедрены некоторые новинки: все корты Национального теннисного центра были оборудованы системой «Hawk-Eye» и таймерами для отсчёта времени между розыгрышами (между розыгрышами установлен лимит — не более 25 секунд); с этого года на двух кортах проходила вечерняя сессия; турнир ввёл защищенный посев для теннисисток после декретного отпуска.

### Рейтинговые очки

#### Взрослые
Ниже представлено распределение рейтинговых очков теннисистов на серии турниров Большого шлема.
| Разряд / стадия   | Титул | Финал | Полуфинал | Четвертьфинал | 1/8 финала | 1/16 финала | 1/32 финала | 1/64 финала | Победа в квалификации | Финал квалификации | Второй круг квалификации | Первый круг квалификации |
| Мужской одиночный | 2000  | 1200  | 720       | 360           | 180        | 90          | 45          | 10          | 25                    | 16                 | 8                        | 0                        |
| Мужской парный    | 2000  | 1200  | 720       | 360           | 180        | 90          | 0           | н/д         | н/д                   | н/д                | н/д                      | н/д                      |
| Женский одиночный | 2000  | 1300  | 780       | 430           | 240        | 130         | 70          | 10          | 40                    | 30                 | 20                       | 2                        |
| Женский парный    | 2000  | 1300  | 780       | 430           | 240        | 130         | 10          | н/д         | н/д                   | н/д                | н/д                      | н/д                      |

| \| Разряд \| Титул \| Финал \| Полуфинал \| Четвертьфинал \| 1/8 финала \| 1/16 финала \| Победа в квалификации \| Финал квалификации \| \| Юноши, одиночный \| 375 \| 270 \| 180 \| 120 \| 75 \| 30 \| 25 \| 20 \| \| Девушки, одиночный \| 375 \| 270 \| 180 \| 120 \| 75 \| 30 \| 25 \| 20 \| \| Юноши, парный \| 270 \| 180 \| 120 \| 75 \| 45 \| н/д \| н/д \| н/д \| \| Девушки, парный \| 270 \| 180 \| 120 \| 75 \| 45 \| н/д \| н/д \| н/д \| |       |       |           |               |            |             |                       |                    |
| Разряд | Титул | Финал | Полуфинал | Четвертьфинал | 1/8 финала | 1/16 финала | Победа в квалификации | Финал квалификации |
| Юноши, одиночный | 375   | 270   | 180       | 120           | 75         | 30          | 25                    | 20                 |
| Девушки, одиночный | 375   | 270   | 180       | 120           | 75         | 30          | 25                    | 20                 |
| Юноши, парный | 270   | 180   | 120       | 75            | 45         | н/д         | н/д                   | н/д                |
| Девушки, парный | 270   | 180   | 120       | 75            | 45         | н/д         | н/д                   | н/д                |

### Призовые деньги
Призовой фонд Открытого чемпионата США в 2018 году составит рекордные 53 млн долларов США.
| Разряд             | Титул      | Финал      | Полуфинал | Четвертьфинал | 1/8 финала | 1/16 финала | 1/32 финала | 1/64 финала | Финал квалификации | Второй круг квалификации | Первый круг квалификации |
| Одиночный          | $3 800 000 | $1 850 000 | $925 000  | $475 000      | $266 000   | $156 000    | $93 000     | $54 000     | $30 000            | $16 000                  | $8 000                   |
| Парный *           | $700 000   | $350 000   | $166 400  | $85 275       | $46 563    | $27 876     | $16 500     | н/д         | н/д                | н/д                      | н/д                      |
| Смешанный парный * | $155 000   | $70 000    | $30 000   | $15 000       | $10 000    | $5 000      | н/д         | н/д         | н/д                | н/д                      | н/д                      |

* на двоих игроков

## Ход турнира

### 1-й день (27 августа)

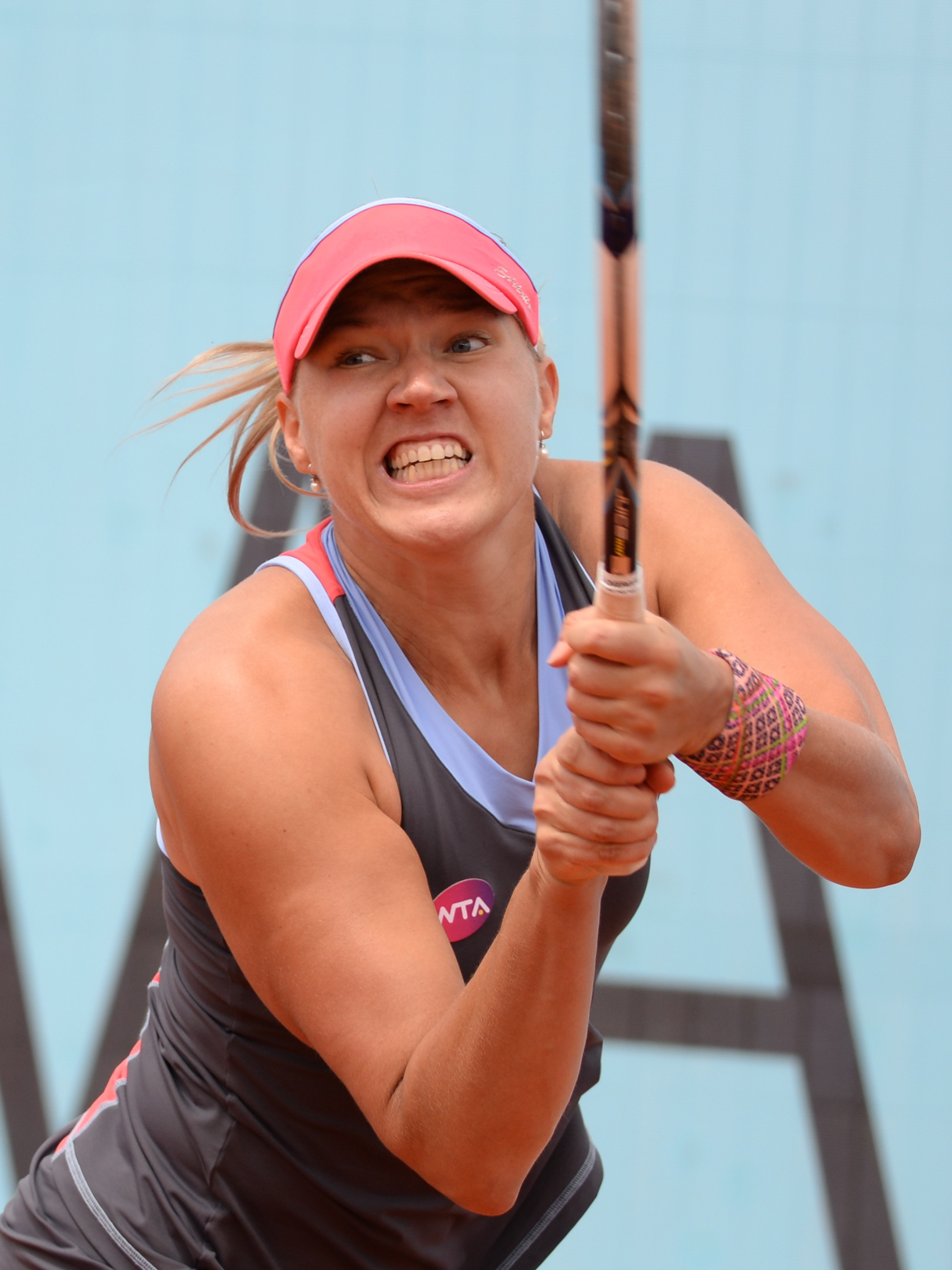
Кайя Канепи, обыгравшая лидера рейтинга WTA Симону Халеп.

В первый день произошла одна из главных сенсаций турнира: первая ракетка мира Симона Халеп, которая была одним из фаворитов чемпионата после победы в Монреале и финала на турнире в Цинциннати, проиграла в двух партиях эстонской теннисистке Кайе Канепи. Таким образом, впервые в истории Открытого чемпионата США первая ракетка мира проиграла в стартовом раунде.
Одним из главных поединков дня стала встреча двух чемпионок турнира разных лет — Винус Уильямс и Светланы Кузнецовой. В первой партии американка владела инициативой и выиграла первую партию со счётом 6-3. В начале второго сета россиянка снова отпустила Уильямс-старшую (1-4), но затем смогла сначала отыграть два матчбола при счёте 3-5, а потом довести дело до победы в партии (7-5). Однако на старте третьего сета Винус нашла в себе силы создать преимущество и сохранить его для выхода в следующий круг.
Другим интереснейшим противостоянием стал матч между Григором Димитровым и Стэном Вавринкой. Вавринка сразу же захватил инициативу и практически без борьбы выиграл две партии. Болгарин смог оказать сопротивление только в третьем сете, но ошибки в решающих розыгрышах и уверенная игра швейцарца не позволили ему перевести игру в третью партию. Таким образом, Димитров на втором подряд турнире Большого шлема уступил в первом круге и оба раза проиграл Вавринке.
В первый день турнира британец Энди Маррей провёл первый за 14 месяцев матч на турнирах серии Большого шлема и одержал победу в четырёх сетах над Джеймсом Даквортом из Австралии. А свою последнюю встречу на «мэйджорах» провёл испанский теннисист Давид Феррер, но он не смог впервые в карьере завершить матч.
Одни из главных фаворитов чемпионата — Рафаэль Надаль, Хуан Мартин дель Потро, Слоан Стивенс и Серена Уильямс — уверенно прошли во второй круг. Прошлогодний финалист Кевин Андерсон испытывал некоторые проблемы в матче с хозяином кортов Райаном Харрисоном, проигрывая американцу со счётом 1-2 по партиям, но сумел отыграться и также вышел в следующий раунд.
Зелёным выделены победители матчей

| Игрок / Партия      | 1 | 2 | 3 | 4 | 5 |
| ------------------- | - | - | - | - | - |
| Стэн Вавринка (WC)  | 6 | 6 | 7 |   |   |
| Григор Димитров (8) | 3 | 2 | 5 |   |   |

| Игрок / Партия     | 1 | 2  | 3 | 4 | 5 |
| ------------------ | - | -- | - | - | - |
| Рафаэль Надаль (1) | 6 | 3  |   |   |   |
| Давид Феррер       | 3 | 4R |   |   |   |

| Игрок / Партия      | 1  | 2 | 3 | 4 | 5 |
| ------------------- | -- | - | - | - | - |
| Энди Маррей (PR)    | 65 | 6 | 7 | 6 |   |
| Джеймс Дакворт (PR) | 7  | 3 | 5 | 3 |   |

| Игрок / Партия             | 1 | 2 | 3 | 4 | 5 |
| -------------------------- | - | - | - | - | - |
| Хуан Мартин дель Потро (3) | 6 | 6 | 6 |   |   |
| Дональд Янг (Q)            | 0 | 3 | 4 |   |   |

| Игрок / Партия     | 1  | 2 | 3 | 4 | 5 |
| ------------------ | -- | - | - | - | - |
| Райан Харрисон     | 64 | 7 | 6 | 3 | 4 |
| Кевин Андерсон (5) | 7  | 5 | 4 | 6 | 6 |

| Игрок / Партия   | 1 | 2 | 3 |
| ---------------- | - | - | - |
| Симона Халеп (1) | 2 | 4 |   |
| Кайя Канепи      | 6 | 6 |   |

| Игрок / Партия          | 1 | 2 | 3 |
| ----------------------- | - | - | - |
| Светлана Кузнецова (WC) | 3 | 7 | 3 |
| Винус Уильямс (16)      | 6 | 5 | 6 |

| Игрок / Партия      | 1 | 2 | 3 |
| ------------------- | - | - | - |
| Серена Уильямс (17) | 6 | 6 |   |
| Магда Линетт        | 4 | 0 |   |

| Игрок / Партия    | 1 | 2 | 3 |
| ----------------- | - | - | - |
| Слоан Стивенс (3) | 6 | 7 |   |
| Евегения Родина   | 1 | 5 |   |

| Игрок / Партия         | 1 | 2 | 3 |
| ---------------------- | - | - | - |
| Гарбинье Мугуруса (12) | 6 | 6 |   |
| Чжан Шуай              | 3 | 0 |   |

### 2-й день (28 августа)

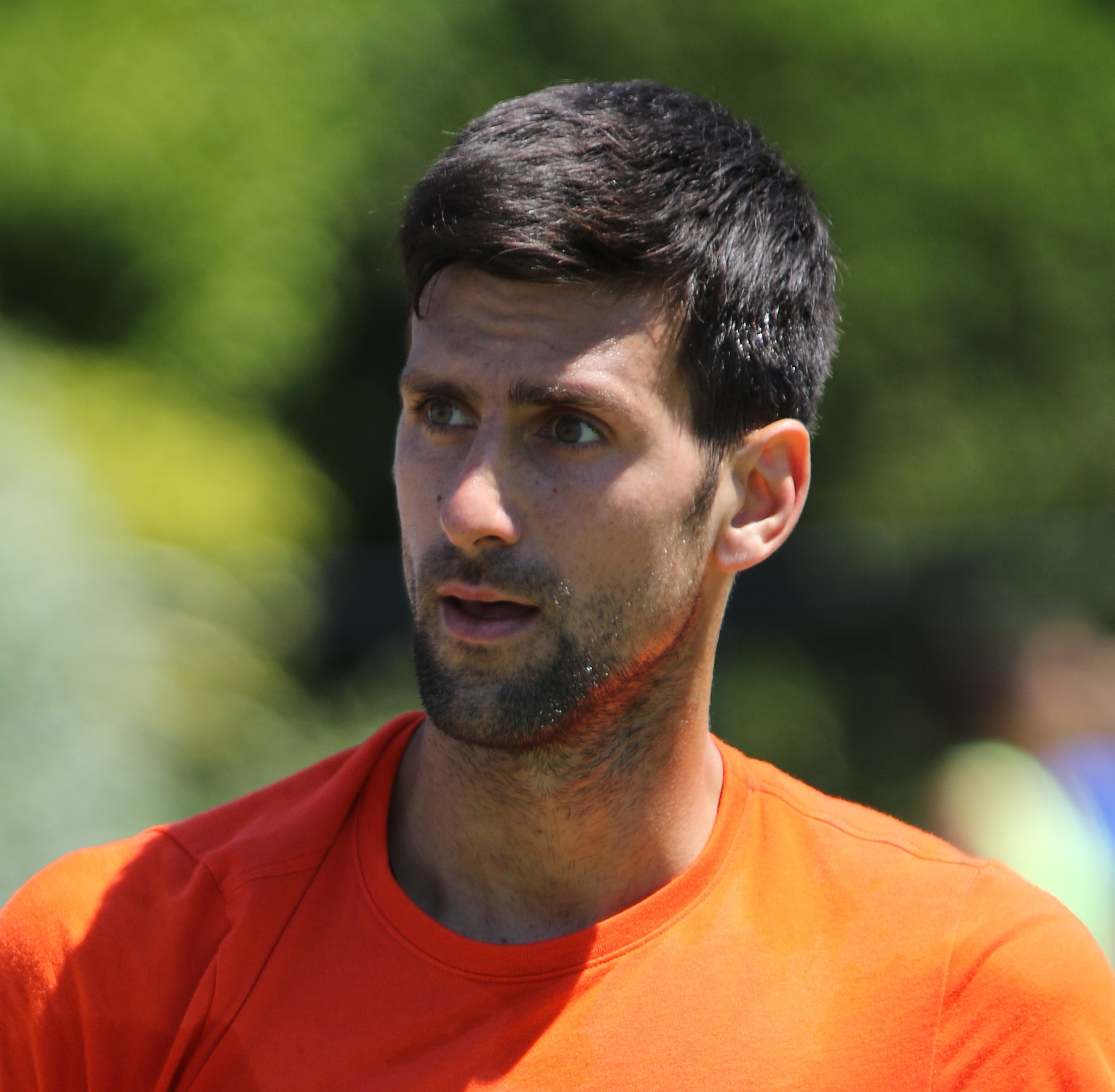
Новак Джокович прошёл во второй круг, обыграв венгра Мартона Фучовича.

Во второй игровой день громких сенсаций не произошло, однако несколько игроков испытали проблемы из-за жаркой погоды, установившейся в Нью-Йорке. Например, во вторник в течение 45 минут снялись с турнира из-за плохого самочувствия сразу три игрока: Мариус Копил (в матче с Марином Чиличем), Ричардас Беранкис (во встрече против Чон Хёна) и Стефано Травалья (против Хумберта Гуркача). Не смог закончить матч и россиянин Михаил Южный, для которого встреча с Маркосом Багдатисом стала последней игрой на турнирах Большого шлема.
Определённые проблемы в этот день испытывали и именитые теннисисты. Новак Джокович обыграл венгра Мартона Фучовича в четырёх партиях, при этом в третьем сете серб уступал с брейком, а второй и вовсе проиграл. Россиянка Дарья Касаткина, которая в этом году дважды добиралась до 1/4 финала турниров Большого шлема, с большим трудом выиграла у первой ракетки мира в парном разряде Тимеи Бабош, а латвийская теннисистка Алёна Остапенко — у Андреи Петкович. Непросто сложился матч и для экс-чемпионки турнира Марии Шараповой с 39-летней Патти Шнидер. Если в первой партии борьбы почти не было, то во втором сете швейцарка отыгралась со счёта 1-5, а на тай-брейке отыграла три матчбола. Тем не менее россиянка одержала победу в двух партиях.
В первом круге проиграла прошлогодняя полуфиналистка американка Коко Вандевеге, для которой это поражение стало шестым подряд. В то же время свою первую победу с 2015 года на турнирах Большого шлема одержала финалистка Открытого чемпионата США-2010 Вера Звонарёва, обыгравшая в драматичном поединке соотечественницу Анну Блинкову. До этого Вера пробилась на турнир через квалификацию, где в заключительном матче смогла уйти с пяти матчболов.
Без особых проблем в следующий круг прошли Роджер Федерер, Александр Зверев, Давид Гоффен, Марин Чилич и Диего Шварцман; в женском одиночном разряде успешно преодолели первый раунд Мэдисон Киз, Каролина Возняцки, Анжелика Кербер, Петра Квитова, Каролин Гарсия и Кики Бертенс.
Зелёным выделены победители матчей

| Игрок / Партия       | 1 | 2 | 3 | 4 | 5 |
| -------------------- | - | - | - | - | - |
| Ёсихито Нисиока (PR) | 2 | 2 | 4 |   |   |
| Рожер Федерер (2)    | 6 | 6 | 6 |   |   |

| Игрок / Партия     | 1 | 2 | 3 | 4 | 5 |
| ------------------ | - | - | - | - | - |
| Новак Джокович (6) | 6 | 3 | 6 | 6 |   |
| Мартон Фучович     | 3 | 6 | 4 | 0 |   |

| Игрок / Партия       | 1 | 2 | 3 | 4 | 5 |
| -------------------- | - | - | - | - | - |
| Питер Полански (LL)  | 2 | 1 | 2 |   |   |
| Александр Зверев (4) | 6 | 6 | 6 |   |   |

| Игрок / Партия  | 1 | 2 | 3  | 4 | 5 |
| --------------- | - | - | -- | - | - |
| Марин Чилич (7) | 7 | 6 | 1  |   |   |
| Мариус Копил    | 5 | 1 | 1R |   |   |

| Игрок / Партия        | 1 | 2 | 3 |
| --------------------- | - | - | - |
| Саманта Стосур        | 3 | 2 |   |
| Каролина Возняцки (2) | 6 | 6 |   |

| Игрок / Партия       | 1 | 2 | 3 |
| -------------------- | - | - | - |
| Андреа Петкович      | 4 | 6 | 5 |
| Алёна Остапенко (10) | 6 | 4 | 7 |

| Игрок / Партия      | 1 | 2  | 3 |
| ------------------- | - | -- | - |
| Мария Шарапова (22) | 6 | 78 |   |
| Пати Шнидер (Q)     | 2 | 6  |   |

| Игрок / Партия          | 1  | 2 | 3 |
| ----------------------- | -- | - | - |
| Маргарита Гаспарян (PR) | 65 | 3 |   |
| Анжелика Кербер (4)     | 7  | 6 |   |

| Игрок / Партия     | 1 | 2 | 3 |
| ------------------ | - | - | - |
| Каролин Гарсия (6) | 6 | 6 |   |
| Йоханна Конта      | 2 | 2 |   |

| Игрок / Партия    | 1 | 2 | 3 |
| ----------------- | - | - | - |
| Петра Квитова (5) | 6 | 6 |   |
| Янина Викмайер    | 1 | 4 |   |

### 3-й день (29 августа)

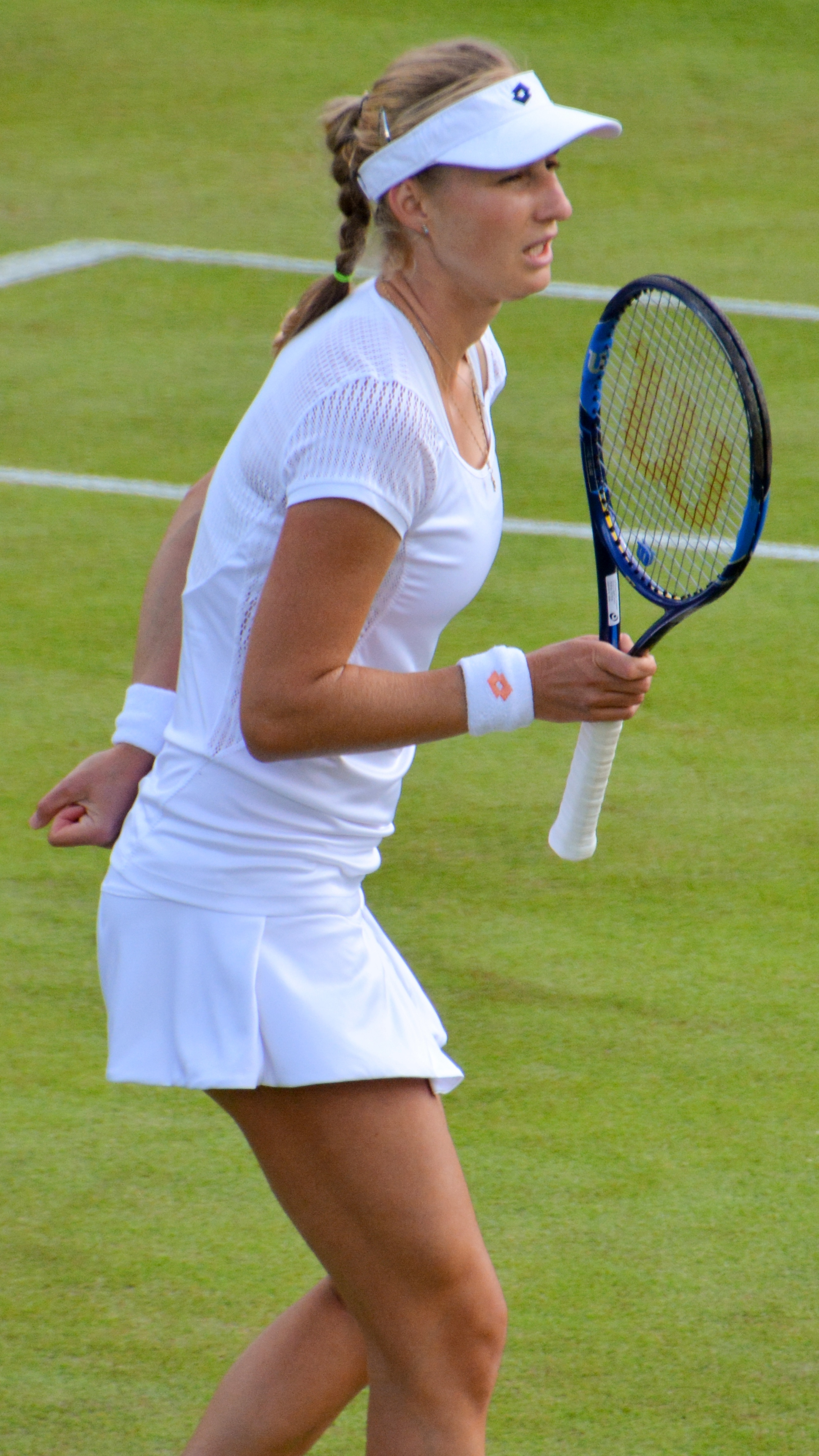
Екатерина Макарова одержала тринадцатую победу над теннисистками из топ-10 на турнирах серии Большого шлема, обыграв Юлию Гёргес (9) со счётом 7-6(10), 6-3.

Среда стала удачным днём для российских теннисистов. Сначала Даниил Медведев обыграл в четырёх партиях пятнадцатого «сеянного» Стефаноса Циципаса. Россиянин накануне Открытого чемпионата США стал победителем турнира в Уинстон-Сейлеме, а грек впервые вышел в финал «Мастерса» (Открытого чемпионата Канады). Вывеска этого матча была привлекательна не только тем, что оба молодых теннисиста заметно прибавили в последнее время, но и скандальным инцидентом между игроками, произошедшим весной этого года на турнире в Майами. Поэтому эта встреча носила принципиальный характер. В конце первого сета Медведеву удалось сделать брейк и оставить партию за собой. Во втором игровом отрезке Даниил снова владел инициативой, а грек допускал слишком много ошибок и упустил партию, проиграв два гейма на своей подаче. В начале третьего сета россиянин активно играл на приёме и повёл с брейком, однако затем Циципас отыгрался, а потом и вовсе перевёл игру в четвёртую партию. В дебюте следующего игрового отрезка соперники обменялись геймами на подаче, но затем Медведев сделал брейк и сохранил преимущество, которого хватило для победы и первого выхода в третий круг на US Open.
Такого же достижения добился Карен Хачанов, который уверенно обыграл итальянца Лоренцо Сонего. В следующем круге первая ракетка России сыграет с лидером мирового рейтинга и действующим чемпионом турнира Рафаэлем Надалем, легко победившим канадца Вашека Поспишила в трёх партиях.
Порадовала российских болельщиков и Екатерина Макарова, одержавшая победу над девятой сеянной и полуфиналисткой Уимблдона 2018 Юлией Гёргес. Этот результат сложно назвать неожиданным, потому что россиянка была впереди по статистике личных встреч (2-1), но последний матч, проведённый неделю назад в Нью-Хейвене, остался за теннисисткой из Германии. В первой партии инициативой владела немка, у которой было три сетбола на подаче Макаровой при счёте 5-4. Однако Екатерина довела дело до тай-брейка, где сама имела четыре сет-пойнта, но упустила их. В итоге россиянка с девятого сетбола дожала Гёргес и оставила первый сет за собой (7-610). Во второй партии Макарова действовала более раскованно, уверенно подавала, а на приёме при первой же возможности взяла гейм на подаче Юлии. Таким образом, россиянка выиграла тринадцатую встречу против теннисисток из топ-10 на турнирах Большого шлема.

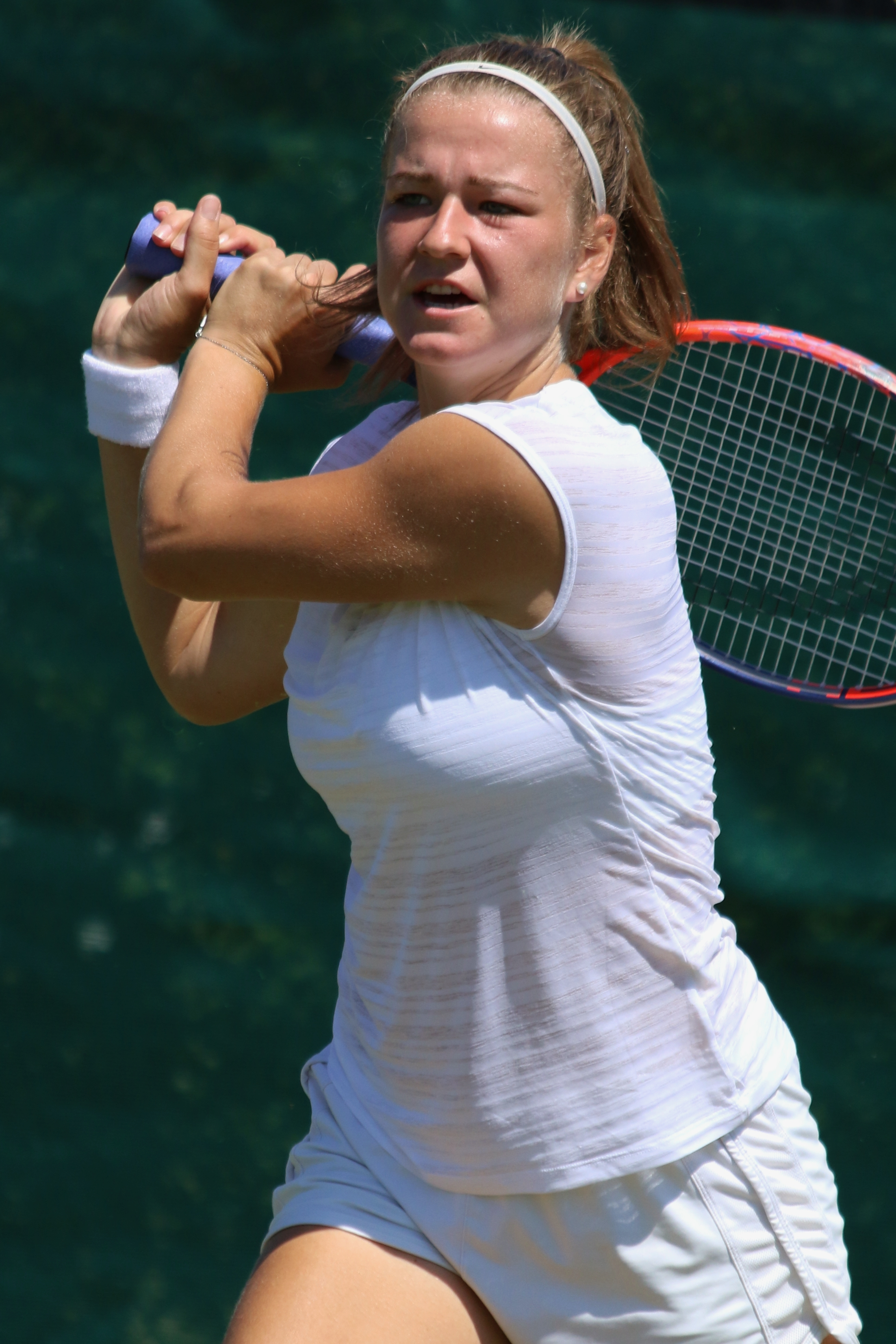
Двести вторая ракетка Каролина Мухова, обыгравшая двукратную чемпионку турниров Большого шлема Гарбинье Мугурусу.

Из больших неожиданностей третьего игрового дня особо выделяется поражение двукратной чемпионки турниров Большого шлема Гарбинье Мугурусы. Двенадцатая «сеянная» уступила 202-й ракетке мира чешке Каролине Муховой, для которой этот матч стал третьим уровня WTA Тура. Неприятно удивили своих поклонников и обладатели первого номера посева в мужском парном разряде Оливер Марах и Мате Павич, которые выбыли на стадии первого круга на втором турнире серии подряд. К разочарованию местной публики, 18-й сеянный Джек Сок, не показывавший хороших результатов в течение сезона, также покинул Открытый чемпионат США, уступив грузинскому теннисисту Николозу Басилашвили.
В среду потерпел поражение и чемпион Открытого чемпионата США-2012, британец Энди Маррей, который продолжает набирать форму после травмы. Несмотря на то что экс-первая ракетка мира до этой встречи выиграл у Фернандо Вердаско в 13 матчах из 14, у испанского теннисиста было больше шансов на победу, потому что Маррею на тот момент не хватало практики. Матч прошёл в упорной борьбе и завершился победой испанца в четырёх партиях, а Энди потерпел своё самое раннее поражение на турнирах Большого шлема за 10 лет.
Многие «сеянные» игроки провели очень тяжёлые матчи в этот день. Действующая чемпионка турнира Слоан Стивенс только в трёх партиях обыграла прошедшую квалификационный отбор украинку Ангелину Калинину. Хозяин кортов Джон Изнер (11 номер посева) и перспективный канадский теннисист Денис Шаповалов (28-й сеянный) отыгрались со счёта 1-2 по партиям в матчах против Николаса Ярри и Андреаса Сеппи соответственно. Девятый «сеянный» Доминик Тим тоже с большим трудом одержал победу над американцем Стивом Джонсоном.
Довольно уверенно прошли в третий круг сёстры Уильямс, которые в пятницу в очередной раз сыграют между собой. Винус в двух сетах победила непростую соперницу из Италии Камилу Джорджи, а Серена отдала всего четыре гейма немке Карине Виттхёфт. Успешно преодолели барьер второго круга Элина Свитолина, взявшая реванш у Татьяны Марии за поражение на Уимблдонском турнире; экс-первая ракетка мира Виктория Азаренко, победившая Дарью Гаврилову; а также Эшли Барти, Каролина Плишкова и Элизе Мертенс. В мужском одиночном разряде уверенно прошли в третий раунд Хуан Мартин дель Потро, Стэн Вавринка, Кевин Андерсон и Милош Раонич.
Зелёным выделены победители матчей

| Игрок / Партия     | 1 | 2 | 3 | 4 | 5 |
| ------------------ | - | - | - | - | - |
| Рафаэль Надаль (1) | 6 | 6 | 6 |   |   |
| Вашек Поспишил     | 3 | 4 | 2 |   |   |

| Игрок / Партия         | 1 | 2 | 3 | 4 | 5 |
| ---------------------- | - | - | - | - | - |
| Энди Маррей (PR)       | 5 | 6 | 4 | 4 |   |
| Фернандо Вердаско (31) | 7 | 2 | 6 | 6 |   |

| Игрок / Партия             | 1 | 2 | 3  | 4 | 5 |
| -------------------------- | - | - | -- | - | - |
| Хуан Мартин дель Потро (3) | 6 | 6 | 7  |   |   |
| Денис Кудла                | 3 | 1 | 64 |   |   |

| Игрок / Партия  | 1  | 2 | 3 | 4  | 5 |
| --------------- | -- | - | - | -- | - |
| Джон Изнер (11) | 67 | 6 | 3 | 7  | 6 |
| Николас Ярри    | 79 | 4 | 6 | 62 | 4 |

| Игрок / Партия     | 1 | 2 | 3 | 4 | 5 |
| ------------------ | - | - | - | - | - |
| Жереми Шарди       | 2 | 4 | 4 |   |   |
| Кевин Андерсон (5) | 6 | 6 | 6 |   |   |

| Игрок / Партия  | 1  | 2 | 3 | 4 | 5 |
| --------------- | -- | - | - | - | - |
| Доминик Тим (9) | 65 | 6 | 5 | 6 | 6 |
| Стив Джонсон    | 7  | 3 | 7 | 4 | 1 |

| Игрок / Партия        | 1 | 2 | 3 | 4 | 5 |
| --------------------- | - | - | - | - | - |
| Даниил Медведев       | 6 | 6 | 4 | 6 |   |
| Стефанос Циципас (15) | 4 | 3 | 6 | 3 |   |

| Игрок / Партия        | 1 | 2 | 3 |
| --------------------- | - | - | - |
| Слоан Стивенс (3)     | 4 | 7 | 6 |
| Ангелина Калинина (Q) | 6 | 5 | 2 |

| Игрок / Партия     | 1 | 2 | 3 |
| ------------------ | - | - | - |
| Камила Джорджи     | 4 | 5 |   |
| Винус Уильямс (16) | 6 | 7 |   |

| Игрок / Партия      | 1 | 2 | 3 |
| ------------------- | - | - | - |
| Серена Уильямс (17) | 6 | 6 |   |
| Карина Виттхёфт     | 2 | 2 |   |

| Игрок / Партия     | 1   | 2 | 3 |
| ------------------ | --- | - | - |
| Юлия Гёргес (9)    | 610 | 3 |   |
| Екатерина Макарова | 712 | 6 |   |

| Игрок / Партия         | 1 | 2 | 3 |
| ---------------------- | - | - | - |
| Виктория Азаренко (WC) | 6 | 6 |   |
| Дарья Гаврилова (25)   | 1 | 2 |   |

| Игрок / Партия      | 1 | 2 | 3 |
| ------------------- | - | - | - |
| Татьяна Мария       | 2 | 3 |   |
| Элина Свитолина (7) | 6 | 6 |   |

| Игрок / Партия         | 1 | 2 | 3 |
| ---------------------- | - | - | - |
| Гарбинье Мугуруса (12) | 6 | 4 | 4 |
| Каролина Мухова (Q)    | 3 | 6 | 6 |

### 4-й день (30 августа)

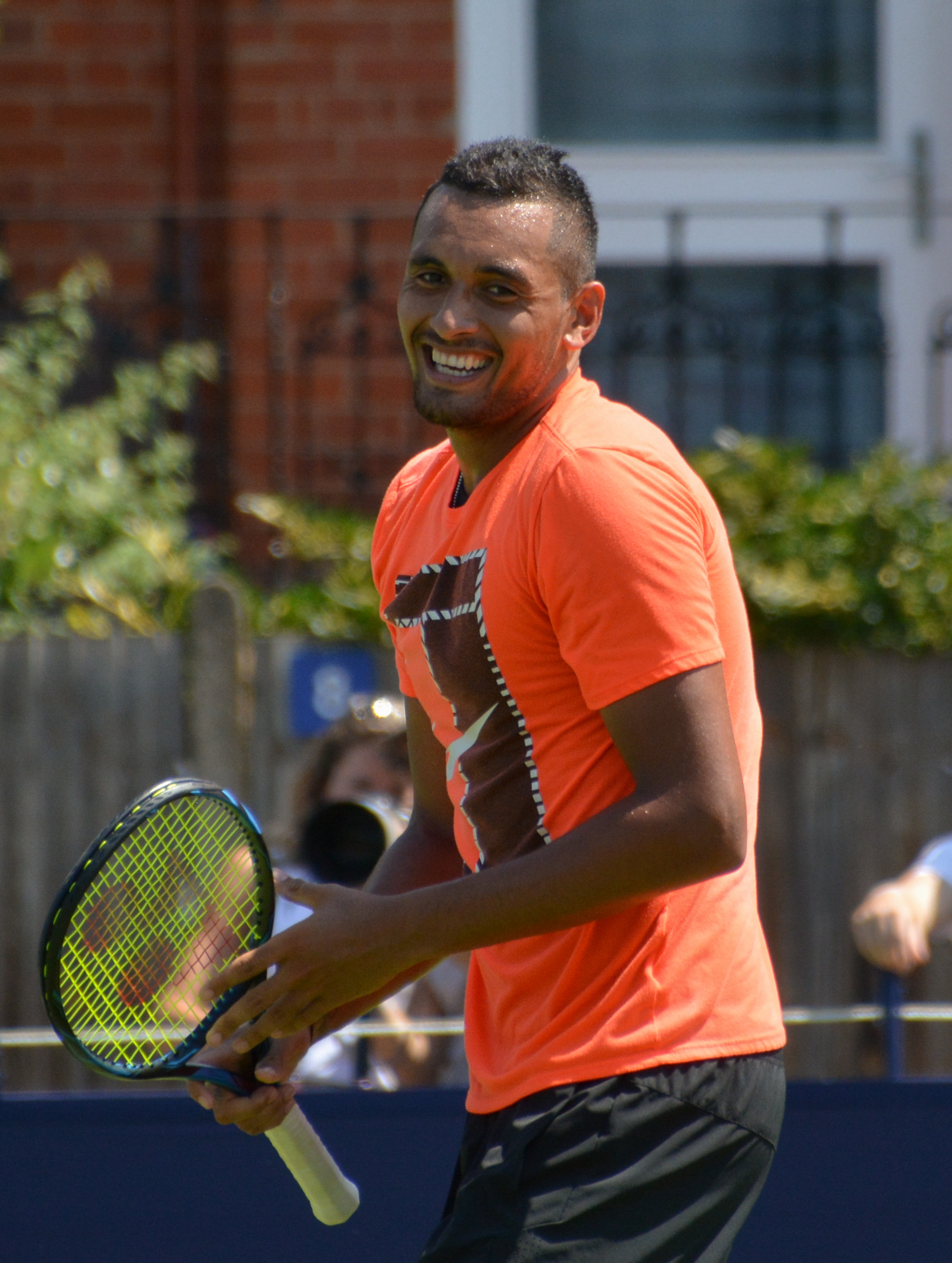
Ник Кирьос после разговора с судьёй Мохамедом Лайани выиграл три партии подряд и прошёл в третий круг, одолев Пьера-Юга Эрбера.

В четверг на Открытом чемпионате США завершились матчи второго круга в одиночных разрядах. Одним из главных событий дня стал нестандартный инцидент в матче между Ником Кирьосом и Пьер-Югом Эрбером. Австралиец проигрывал со счётом 4-6, 0-3, а временами вообще бросал играть. Во время смены сторон известный арбитр Мохамед Лайани спустился с вышки и в течение минуты в чём-то убеждал австралийского теннисиста. Кирьос после этого разговора и медицинского перерыва стал играть значительно лучше. В итоге австралиец, выигравший три сета подряд, одержал победу. Во время матча Ассоциация тенниса США (USTA), организующая турнир, начала разбирательства, насколько корректными были действия судьи (разговор Лайани напоминал тренерский тайм-аут, который в мужском теннисе запрещён; арбитр в то же время мог вынести предупреждение за неспортивное поведение, но не стал этого делать). После встречи главный рефери Открытого чемпионата США Брайан Ирли выступил с заявлением, в котором говорилось, что судья хотел проверить физическое состояние Кириоса, а с вышки спустился потому, что иначе из-за громкой музыки им не было слышно друг друга. Через день организаторы турнира всё же признали разговор Лайани с австралийским теннисистом некорректным, однако арбитр продолжит работать на чемпионате благодаря «безупречной работе в прошлом», но под контролем со стороны судейского корпуса. В третьем круге Кирьос сыграет со второй ракеткой мира швейцарцем Роджером Федерером. Пятикратный победитель Открытого чемпионата США уверенно обыграл Бенуа Пера в трёх партиях.
Главной неожиданностью четвёртого игрового дня стало поражение второй ракетки мира в женском одиночном разряде Каролины Возняцки, которая уступила украинке Лесе Цуренко. Украинская теннисистка впервые в карьере обыграла соперницу из топ-5, а датчанка уступила в 1/32 финала во второй раз подряд на турнирах Большого шлема. Таким образом, впервые в Открытой эре обе первых «сеянных» проиграли до 1/4 финала Открытого чемпионата США. Неприятными сюрпризом стал вылет с турнира первой ракетки России Дарьи Касаткиной, уступившей теннисистке из Беларуси Александре Саснович. На этой же стадии турнира выбыл и полуфиналист 2017 года Пабло Карреньо Буста (12-й «сеянный»), который не смог из-за травмы доиграть матч против португальца Жуана Соузы.

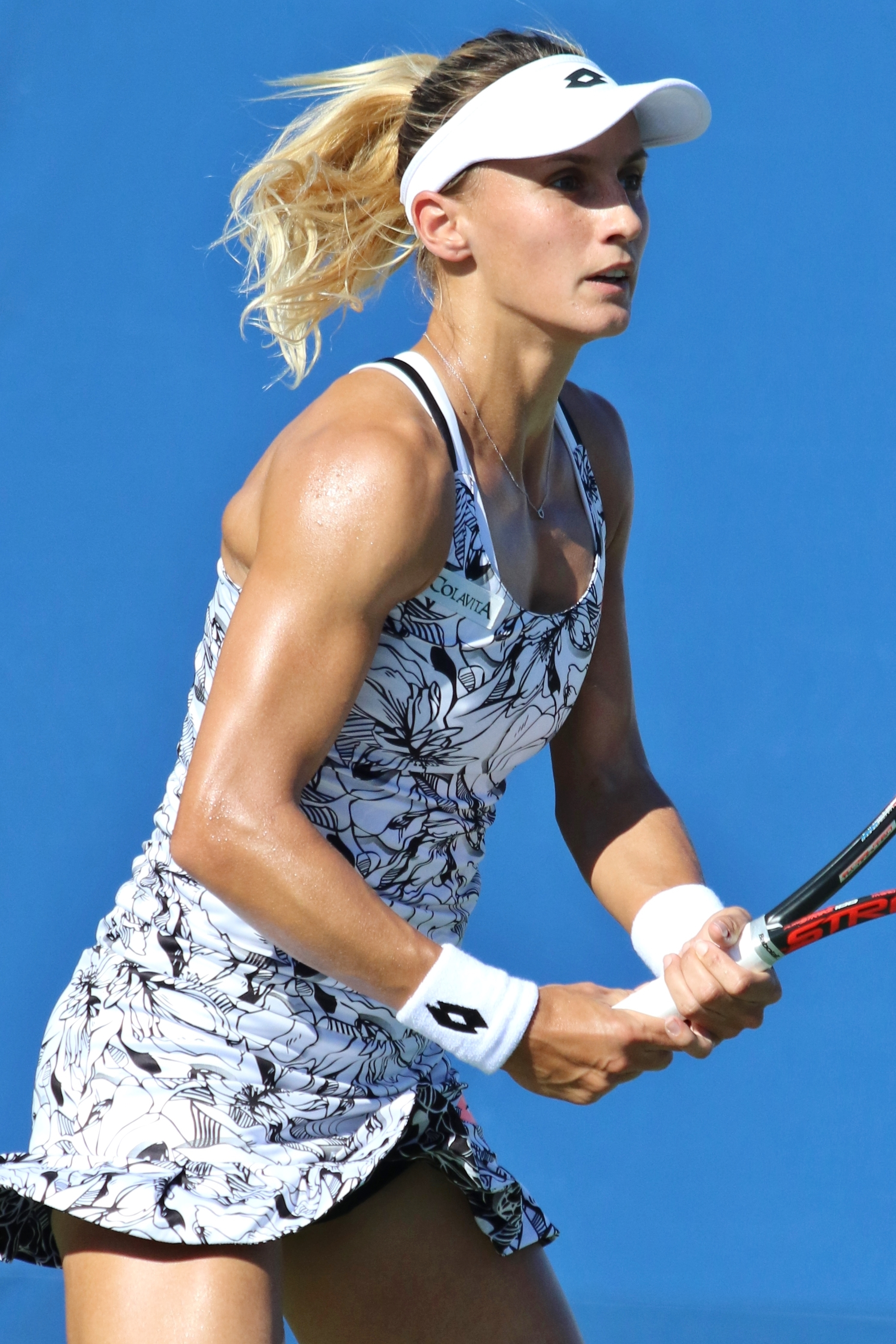
Леся Цуренко оставила за бортом турнира вторую ракетку мира Каролину Возняцки.

Весьма любопытным выдался матч между Анжеликой Кербер и Йоханной Ларссон. Первый сет четвёртая ракетка мира выиграла уверенно и, казалось бы, была близка к победе во второй партии, ведя со счётом 5-2. Но шведская теннисистка неожиданно прибавила, а у немки появились грубые ошибки. В итоге Ларссон отыграла два матчбола на своей подаче, выиграла пять геймов подряд и перевела игру в решающую партию. В третьем сете игра стала напоминать качели: Кербер дважды делала брейк, но шведская теннисистка догоняла. Но сильнее в концовке матча оказалась трёхкратная чемпионка турниров Большого шлема: Анжелика выиграла партию со счётом 6-4 и прошла в третий круг, где встретится с Доминикой Цибулковой.
Непростым вышел поединок для чемпионки 2006 года Марии Шараповой, которая играла против румынки Сораны Кырсти. В первой партии россиянка дважды брала подачу соперницы и отыграла шесть брейк-пойнтов, чего хватило для победы в сете. В следующем игровом отрезке преимуществом в счёте владела Кырстя, сделавшая брейк в начале сета на подаче Марии. Шарапова долго не могла отыграться, несмотря на то что у российской теннисистки были брейк-пойнты на подаче соперницы. В восьмом гейме россиянка всё же сделала обратный брейк, но затем позволила румынке восстановить преимущество. Кырстя была в двух очках от победы в партии, но в этот момент россиянка прибавила в атаке и затем выиграла три гейма подряд, а Кырстя занервничала. Шарапова одержала победу в двух сетах и вышла в третий круг, где сыграет с Алёной Остапенко. Десятая ракетка тоже провела непростой поединок, обыграв в трёх сетах американку Тейлор Таунсенд.
Одним из самых интересных матчей четверга мог быть поединок между финалистом турнира 2014 года Кэем Нисикори и Гаэлем Монфисом. Однако игра завершилась уже во второй партии из-за травмы француза (во втором сете Гаэль неудачно выполнил удар с лёта и повредил правое запястье).
В четверг довольно легко вышел в третий круг чемпион турнира 2014 года Марин Чилич, отдавший поляку Хумберту Гуркачу всего два гейма. Уверенно в следующую стадию чемпионата прошли Новак Джокович, несмотря на проигранную на тай-брейке партию Теннису Сандгрену, и Александр Зверев, обыгравший в трёх партиях Николя Маю. Успешно прошли в третий раунд соревнований Петра Квитова, Каролин Гарсия, Мэдисон Киз, Кики Бертенс и Арина Соболенко.
Зелёным выделены победители матчей

| Игрок / Партия     | 1 | 2 | 3 | 4 | 5 |
| ------------------ | - | - | - | - | - |
| Бенуа Пэр          | 5 | 4 | 4 |   |   |
| Роджер Федерер (2) | 7 | 6 | 6 |   |   |

| Игрок / Партия     | 1 | 2 | 3  | 4 | 5 |
| ------------------ | - | - | -- | - | - |
| Новак Джокович (6) | 6 | 6 | 62 | 6 |   |
| Теннис Сандгрен    | 1 | 3 | 7  | 2 |   |

| Игрок / Партия     | 1 | 2 | 3 | 4 | 5 |
| ------------------ | - | - | - | - | - |
| Марин Чилич (7)    | 6 | 6 | 6 |   |   |
| Хумберт Гуркач (Q) | 2 | 0 | 0 |   |   |

| Игрок / Партия    | 1 | 2  | 3 | 4 | 5 |
| ----------------- | - | -- | - | - | - |
| Робин Хаасе       | 2 | 7  | 3 | 2 |   |
| Давид Гоффен (10) | 6 | 61 | 6 | 6 |   |

| Игрок / Партия       | 1 | 2 | 3 | 4 | 5 |
| -------------------- | - | - | - | - | - |
| Николя Маю (LL)      | 4 | 4 | 2 |   |   |
| Александр Зверев (4) | 6 | 6 | 6 |   |   |

| Игрок / Партия  | 1 | 2  | 3 | 4 | 5 |
| --------------- | - | -- | - | - | - |
| Ник Кирьос (30) | 4 | 78 | 6 | 6 |   |
| Пьер-Юг Эрбер   | 6 | 6  | 3 | 0 |   |

| Игрок / Партия      | 1 | 2 | 3 |
| ------------------- | - | - | - |
| Йоханна Ларссон     | 2 | 7 | 4 |
| Анжелика Кербер (4) | 6 | 5 | 6 |

| Игрок / Партия      | 1 | 2 | 3 |
| ------------------- | - | - | - |
| Мария Шарапова (22) | 6 | 7 |   |
| Сорана Кырстя       | 2 | 5 |   |

| Игрок / Партия        | 1 | 2 | 3 |
| --------------------- | - | - | - |
| Леся Цуренко          | 6 | 6 |   |
| Каролина Возняцки (2) | 4 | 2 |   |

| Игрок / Партия    | 1 | 2 | 3 |
| ----------------- | - | - | - |
| Петра Квитова (5) | 7 | 6 |   |
| Ван Яфань         | 5 | 3 |   |

| Игрок / Партия       | 1 | 2 | 3 |
| -------------------- | - | - | - |
| Тейлор Таунсенд      | 6 | 3 | 4 |
| Алёна Остапенко (10) | 4 | 6 | 6 |

| Игрок / Партия       | 1 | 2  | 3 |
| -------------------- | - | -- | - |
| Александра Саснович  | 6 | 7  |   |
| Дарья Касаткина (11) | 2 | 63 |   |

### 5-й день (31 августа)

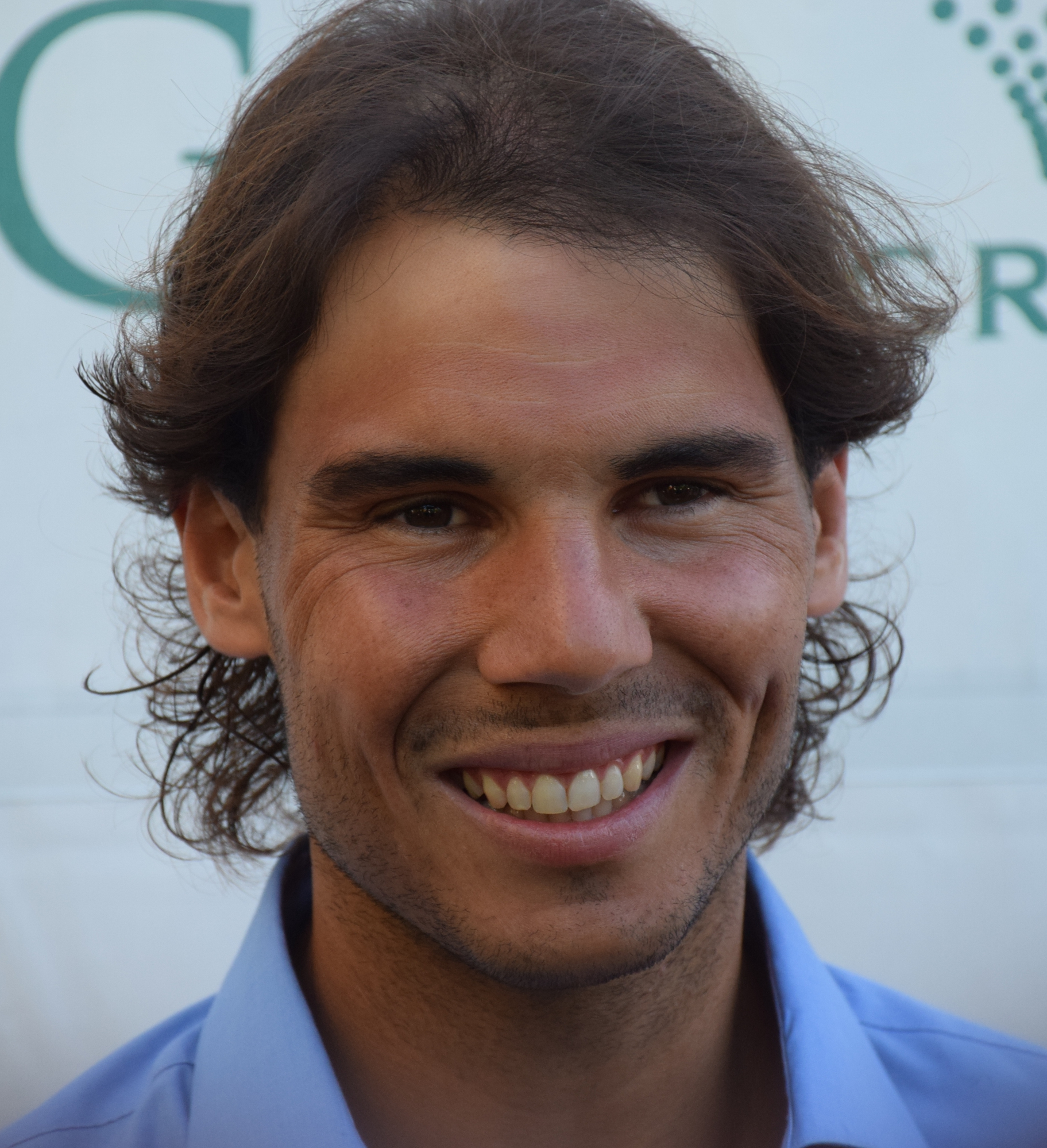
Рафаэль Надаль в упорной борьбе победил россиянина Карена Хачанова и вышел в четвёртый круг.

Первая пятница турнира стала одним из самых интересных дней на дебютной неделе чемпионата. В одиночных разрядах начался третий раунд соревнований, что означало повышение накала борьбы за каждый розыгрыш.
Одним из украшений турнира стала встреча Рафаэля Надаля с Кареном Хачановым, которая продолжалась четыре с половиной часа. Теннисисты до этого играли друг с другом четыре раза, и во всех матчах побеждал лидер мирового рейтинга, а россиянин не взял ни одного сета. В этом поединке всё сложилось по-другому: теннисисты играли на равных. В первой партии, отыграв брейк-пойнты на своей подаче, Хачанов сразу же оторвался в счёте, поведя с брейком, но к концу партии титулованный испанец отыгрался. При счёте 5-5 Карен снова взял подачу соперника и смог подать на сет в непростой борьбе. Сценарий второй партии был похож на ход первой: Хачанов опять повёл с брейком, выигрывал геймы на своей подаче, но в восьмом гейме Рафаэль отыгрался. Затем россиянин восстановил своё преимущество в счёте и подавал на сет, но Надаль в решающий момент сделал обратный брейк, а после небольшого перерыва, который был вынужденным из-за дождя, воспользовался ошибками соперника и довёл дело до победы в партии со счётом 7-5. Третий игровой отрезок проходил в равной борьбе, хотя в начале партии Хачанов имел тройной брейк-пойнт, а Надаль имел одну попытку взять подачу оппонента. Сыграв уверенно в геймах на своей подаче, теннисисты перевели игру на тай-брейк. Хачанов до смены сторон допустил две двойных ошибки, и Надаль вышел вперёд со счётом 6-3. Но в этой критической ситуации россиянин отыграл тройной сетбол, а затем ему удалось ещё раз восстановить равновесие в счёте. Но при счёте 7-7 российский теннисист из-за недостатка игрового опыта против титулованных соперников дрогнул, допустив третью двойною ошибку на тай-брейке, а Надаль сумел переиграть Хачанова в затяжном розыгрыше из 39 ударов и выиграть партию. В начале четвёртого сета Карен упустил подачу и долго не мог отыграться. Однако при счёте 4-5, когда Надаль подавал на матч, россиянин сделал обратный брейк, а при счёте 6-5 имел сет-пойнт, но титулованный испанец мастерски перевёл игру на тай-брейк, где был сильнее российского теннисиста. В следующем матче действующий чемпион турнира сразится с грузином Николозом Басилашвили, для которого выход в четвёртый круг стал первым в карьере на турнирах Большого шлема.

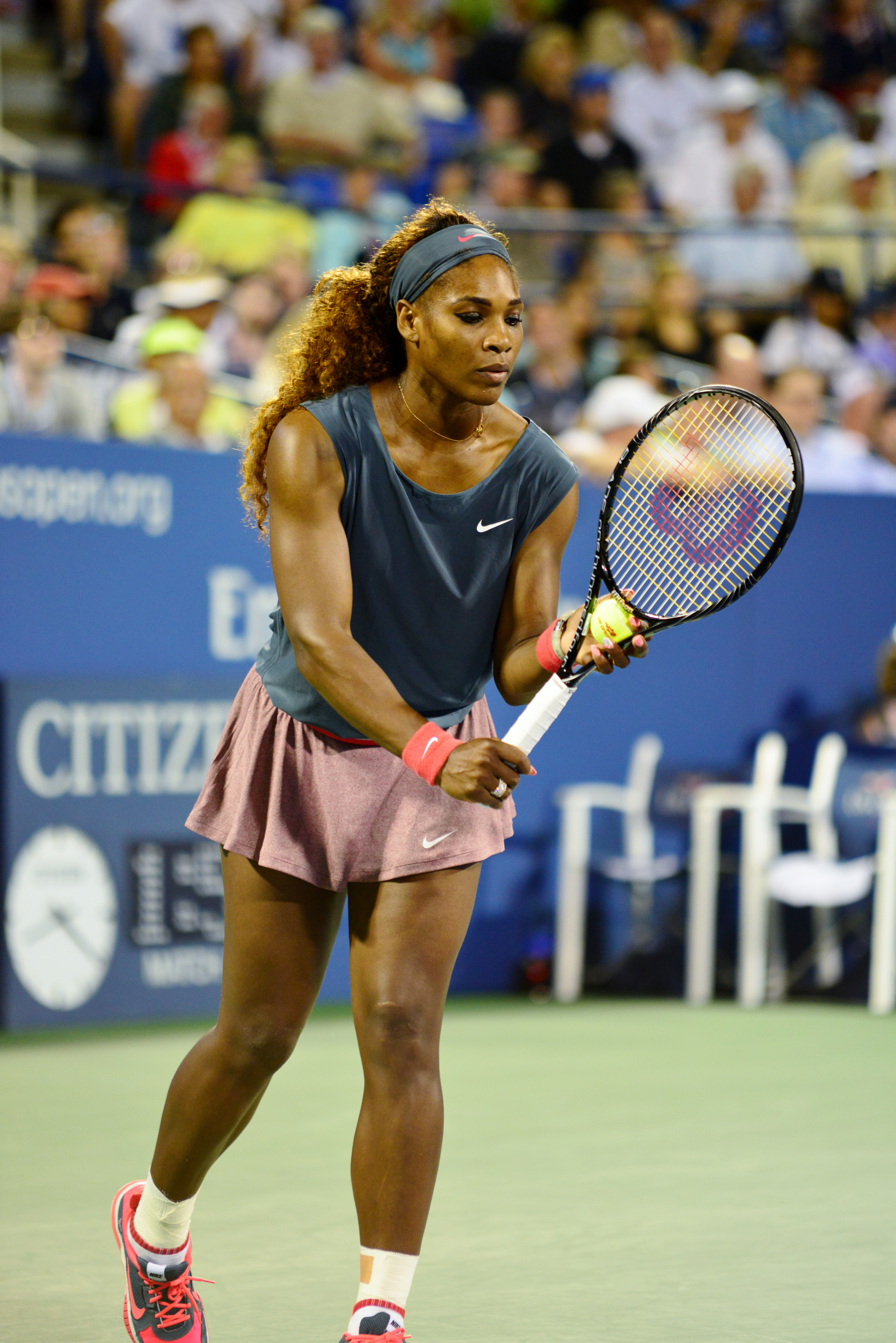
31 августа состоялся тридцатый матч между сестрами Уильямс (на фотографии Серена Уильямс). На этот раз победу одержала Серена со счётом 6-1, 6-2.

Ещё одним отличным поединком стала встреча Кевина Андерсона с молодым канадским теннисистом Денисом Шаповаловым. Первый сет выиграл канадец, а в двух последующих был сильнее южноафриканец. В четвёртой партии Шаповалову во второй раз на турнире удалось отыграться со счёта 1-2 по партиям, но ему не хватило сил победить более опытного соперника, который в середине партии выиграл гейм на подаче соперника и сохранил преимущество в счёте. Таким образом, в следующий круг прошёл финалист прошлогоднего турнира, где он сыграет с девятым «сеянным» Домиником Тимом, обыгравшим в четырёх партиях талантливого американского теннисиста Тейлора Фритца.
В четвёртый раунд прошёл и чемпиона турнира 2009 года Хуан Мартин дель Потро, который обыграл в упорной борьбе Фернандо Вердаско. Испанец не сдавался и боролся до последнего, но в решающие моменты аргентинец действовал чуть активнее и точнее. Его соперником стал победитель дерби молодых теннисистов Борна Чорич, обыгравший в трёх партиях Даниила Медведева. В их поединке борьба развернулась лишь во втором сете, а в двух других хорватский теннисист сразу брал инициативу и уходил вперёд в счёте, не позволяя россиянину восстановить игровое равновесие. Благодаря этой победе хорват впервые в карьере вышел во вторую неделю турниров Большого шлема.
Барьер третьего круга прошёл и Милош Раонич, обыгравший чемпиона 2016 года Стэна Вавринку. Оба теннисиста возвращаются к своим былым кондициям после травм, и в этом поединке канадец сыграл чуть лучше. В первом сете на тай-брейке Вавринка уступил Милошу с двойного сетбола, а в оставшихся двух партиях реальных шансов у Стэна не было, так как он ни разу за матч не сумел взять подачу соперника, а вот Милош активно играл на приёме и смог реализовать брейк-пойнты. Дальше Раонича ждёт Джон Изнер.
В женском одиночном разряде матчем дня стала встреча сестёр Уильямс, которая оказалась тридцатой по счёту. Но в этом поединке борьбы совсем не получилось: Серена переиграла свою сестру по всем статьям и отдала ей всего три гейма. Следующим соперником Уильямс-младшей станет эстонка Кайя Канепи, сотворившая на этот момент главную сенсацию турнира.
Успешно прошли в четвёртый круг Элина Свитолина, Элизе Мертенс, Эшли Барти, Каролина Плишкова и действующая чемпионка турнира Слоан Стивенс, обыгравшая в третий раз за год Викторию Азаренко. Преодолела барьер третьего круга и латвийская теннисистка Анастасия Севастова, одержавшая победу над Екатериной Макаровой в трёх партиях.

### 6-й день (1 сентября)

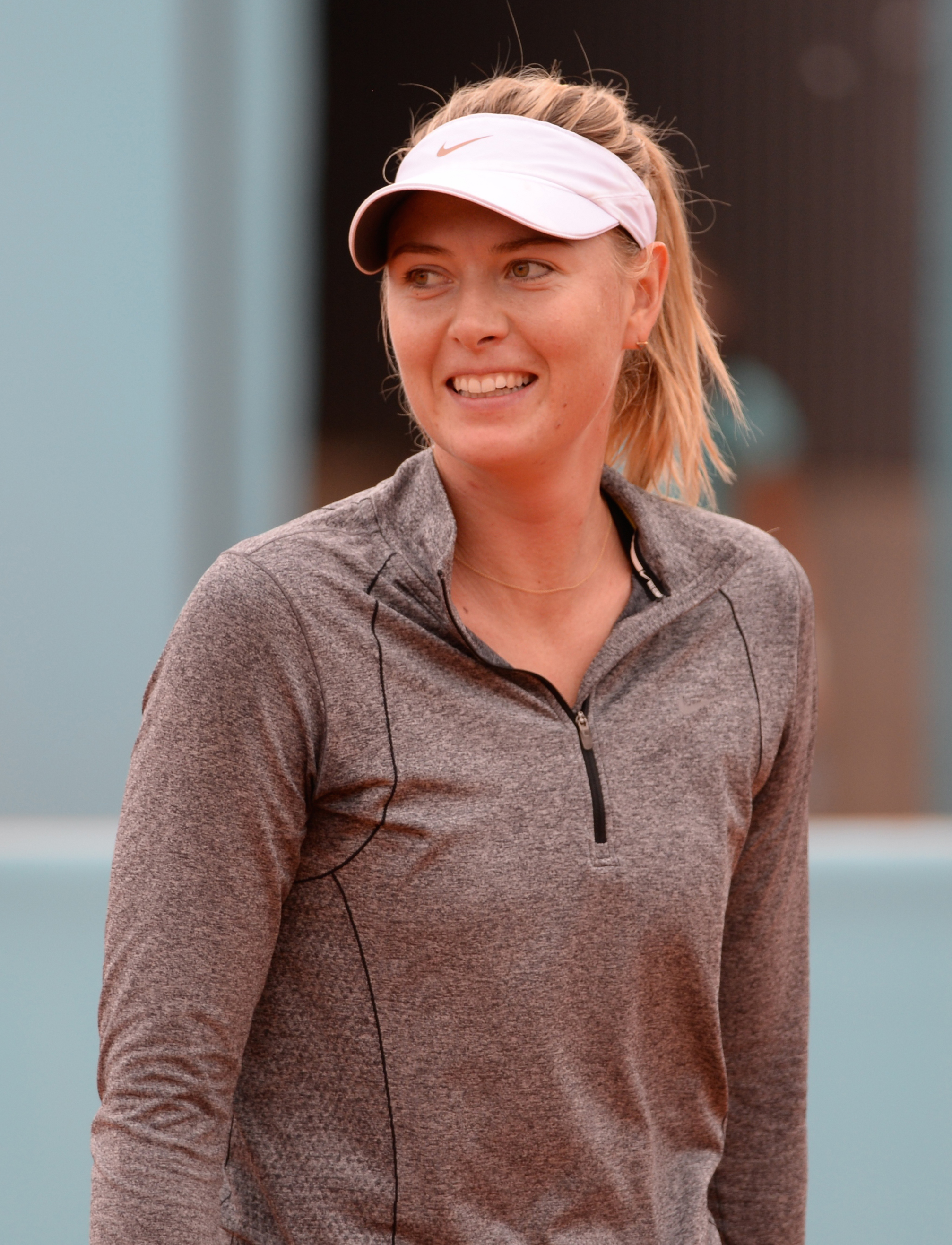
Мария Шарапова вышла в четвёртый круг Открытого чемпионата США, обыграв Алёну Остапенко со счётом 6-3, 6-2.

Первый день осени выдался богатым на неожиданные результаты и захватывающие дух поединки на кортах Национального теннисного центра в Нью-Йорке.
В женском одиночном разряде в субботу произошёл «звездопад»: сразу четыре «сеянных» из первой десятки рейтинга покинули турнир. Одним из матчей шестого игрового дня стало противостояние пятикратной чемпионки турниров Большого шлема против десятой ракетки мира Марии Шараповой с победительницей Открытого чемпионата Франции прошлого года Алёной Остапенко. До этого дня теннисистки встречались всего один раз: в мае 2018 года россиянка одержала тяжелейшую победу в трёхчасовом матче на турнире в Риме. Поэтому этот матч обещал быть ярким и напряжённым. В первом гейме завязалась упорная борьба на подаче Остапенко, которую выиграла латвийская теннисистка. Но затем борьбы почти не было: россиянка взяла пять геймов подряд и имела двойной сетбол на приёме. Однако Остапенко отыграла два гейма, а затем отдала свою подачу под ноль. Во многом на результат первой партии повлияли многочисленные ошибки теннисистки из Латвии, которая 26 раз пробила неточно. Во втором сете Алёна дважды выходила вперёд в счёте, реализовав брейк-пойнты, однако Шарапова восстанавливала игровое равновесие. Затем Мария выигрывала геймы на своей подаче и хорошо играла на приёме, а Остапенко снова стала больше ошибаться. В итоге россиянка, в основном играя в обороне либо контратакуя, взяла пять геймов подряд и вышла в 1/8 финала. Её соперницей стала испанка Карла Суарес Наварро, оставившая за бортом турнира шестую «сеянную» Каролин Гарсию.

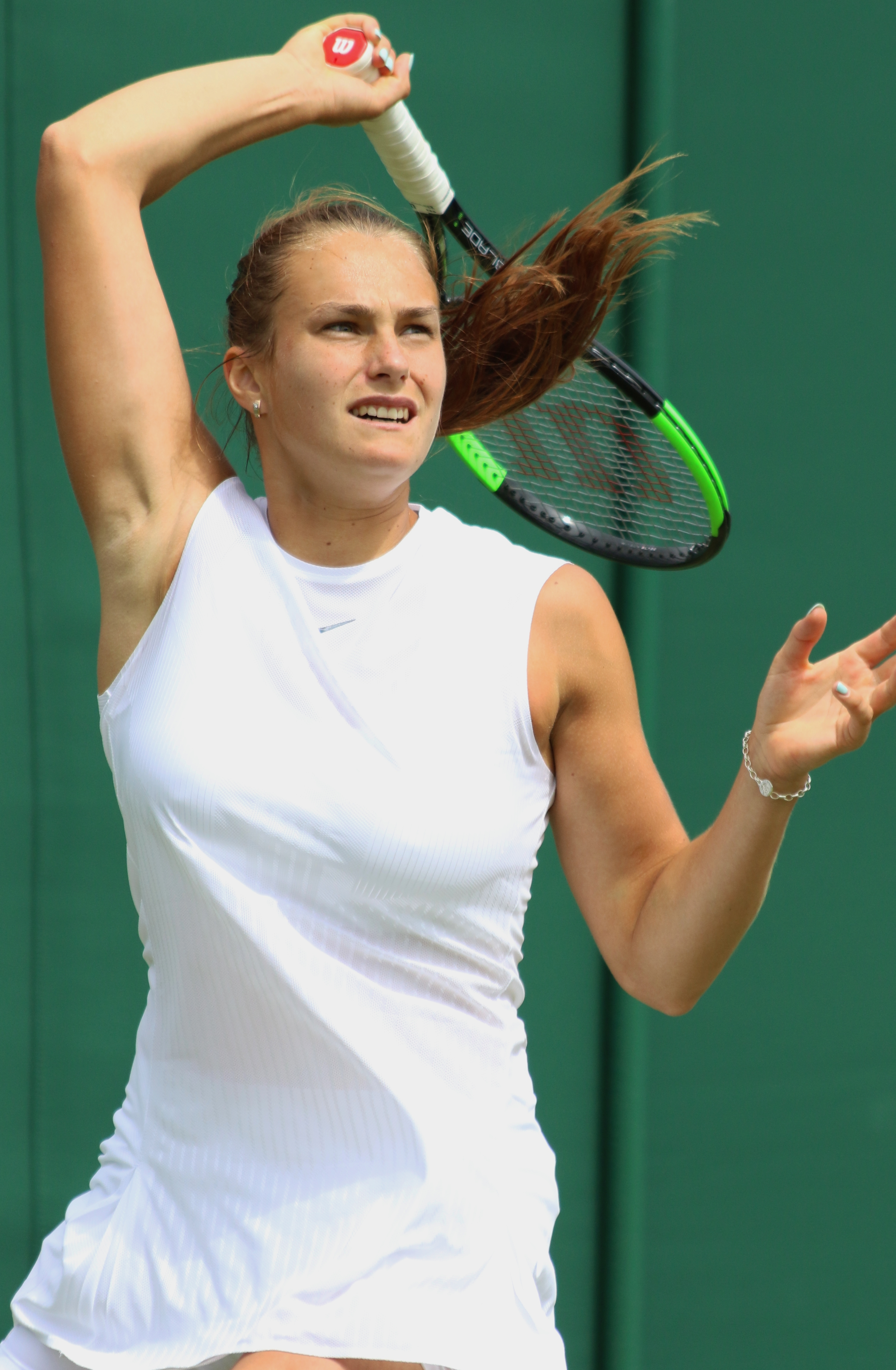
Двадцатилетняя Арина Соболенко впервые прошла в четвёртый круг на турнирах Большого шлема, одержав победу над пятой ракеткой мира Петрой Квитовой.

Одной из наиболее ожидаемых встреч дня стал матч между белорусской теннисисткой Ариной Соболенко и двукратной чемпионкой Уимблдонского турнира Петрой Квитовой. Чешка в этом сезоне показывает отличные результаты, выиграв пять турниров, а белоруска после перехода к Дмитрию Турсунову стала одним из открытий сезона, одержав победу на турнире в Нью-Хейвене и дойдя до стадии 1/2 финала в Цинциннати. В первой партии игра была равной, в начале сета теннисистки обменялись геймами на своих подачах, но в решающий момент Соболенко сдала брейк и оставила за собой первый сет. Во втором игровом отрезке борьбы не получилось: Арина выиграла партию со счётом 6-1 и прошла в четвёртый раунд, где её ждёт талантливая японка Наоми Осака.
Сенсационно выбыла и чемпионка турнира 2016 года Анжелика Кербер, уступив словацкой теннисистке Доминике Цибулковой, которая вернулась в строй после травмы. С 2016 года словачке не удавалось обыграть немку, а с 2014 года она выиграла у Кербер всего один матч. Первый сет лучше провела трёхкратная победительница турниров Большого шлема, но со второй партии Цибулкова стала играть активнее, что принесло свои плоды. Словачка выиграла оставшиеся два сета и вышла в четвёртый круг, где сыграет с прошлогодней финалисткой Мэдисон Киз.
В шестой игровой день произошло ещё несколько сенсаций. В субботу впервые в четвёртый раунд турниров Большого шлема вышли 29-летние Жуан Соуза, победивший шестнадцатого «сеянного» Люку Пуя, и Джон Миллман, а также 19-летняя чешская теннисистка Маркета Вондроушова, одержавшая сенсационную победу над тринадцатым номером рейтинга и чемпионкой турнира в Цинциннати Кики Бертенс (на этом турнире серии Большого шлема чешка выиграла больше матчей, чем на всех предыдущих). При этом в первой партии голландка не подала на сет, а в решающей партии тоже упустила перевес в счёте.

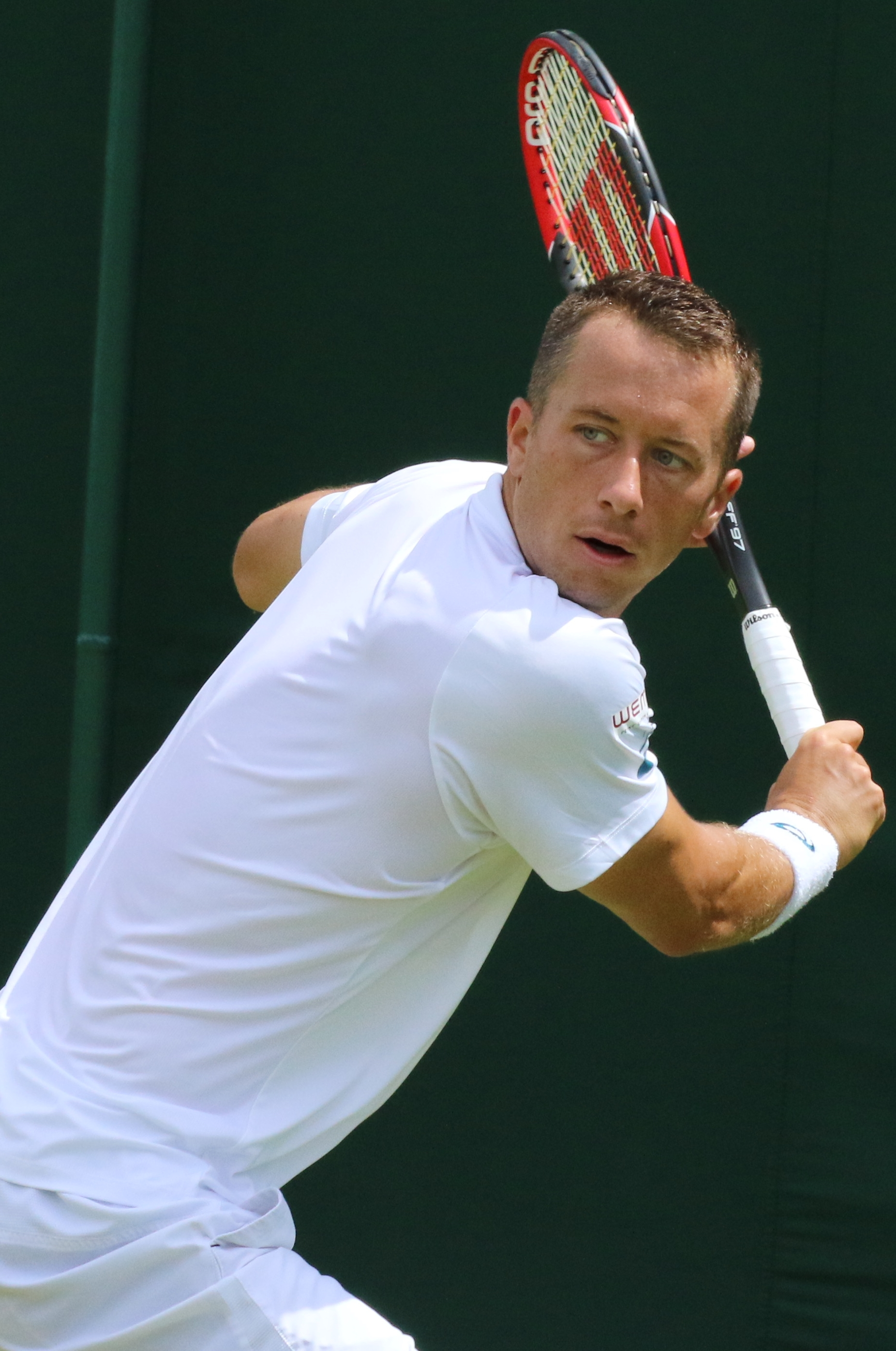
Немец Филипп Кольшрайбер не дал своему более молодому соотечественнику Александру Звереву впервые выйти в 1/8 финала турнира.

Продолжает разочаровывать своих поклонников четвёртая ракетка мира Александр Зверев, который не может раскрыть свой потенциал на турнирах Большого шлема. На этот раз он проиграл своему более опытному соотечественнику Филиппу Кольшрайберу. В первой партии Филипп постоянно догонял своего соперника, дважды сделав обратный брейк, но на тай-брейке Александр был сильнее. Во второй и третьей партиях молодой теннисист стал чаще ошибаться, а Кольшрайбер заиграл точнее и повёл в счёте. В четвёртом игровом отрезке Александр создал себе преимущество, взяв гейм на подаче оппонента, но затем проиграл шесть геймов подряд и завершил выступление на турнире. Таким образом, 34-летний немец взял верх над игроком из первой пятёрки посева на турнирах серии впервые за девять лет.
В ночь с субботы на воскресенье по местному времени едва не завершил свой турнирный путь Марин Чилич, который обыграл в пяти сетах молодого австралийца Алекса де Минора и отыгрался со счёта 0-2 партиям в шестой раз в карьере. На протяжении первой и второй партий хорват много ошибался и из-за своих многочисленных оплошностей уступил два сета. В третьем игровом отрезке Марин переломил ход игры и сравнял счёт. В решающем сете Чилич вёл со счётом 5-2, но де Минор отыграл пять матч-пойнтов и взял гейм на своей подаче, а затем спас ещё один матч-пойнт и сделал брейк. Однако Алексу к концу четвёртого часа игры не хватило сил довести дело до тай-брейка, а Марин воспользовался этим и вышел в четвёртый круг, где его ожидает Давид Гоффен, разгромивший Ян-Леннарда Штруффа.
Большие ожидания были от матча Ника Кирьоса с Роджером Федерером. Начало игры проходило в упорной борьбе, австралийский теннисист имел 4 брейк-пойнта, но не воспользовался своим шансом. А второй «сеянный», напротив, сделал брейк при первой же возможности и выиграл партию. Во втором сете борьбы не получилось вовсе: швейцарец безукоризненно подавал и играл на приёме, а со счёта 4-4 в первом игровом отрезке выиграл семь геймов подряд. В свою очередь, австралиец выиграл только один гейм в этой партии. В третьем сете соперники брали свои подачи, но в одиннадцатом гейме со счёта 40-15 Кирьос упустил возможность перевести игру на тай-брейк, а швейцарец сначала сделал брейк, а потом довёл дело до победы. Так же уверенно провёл свой матч и другой фаворит турнира Новак Джокович, который разгромил Ришара Гаске. В следующем матче швейцарца ждёт Джон Миллман, а серба — Жуан Соуза.

### 7-й день (2 сентября)

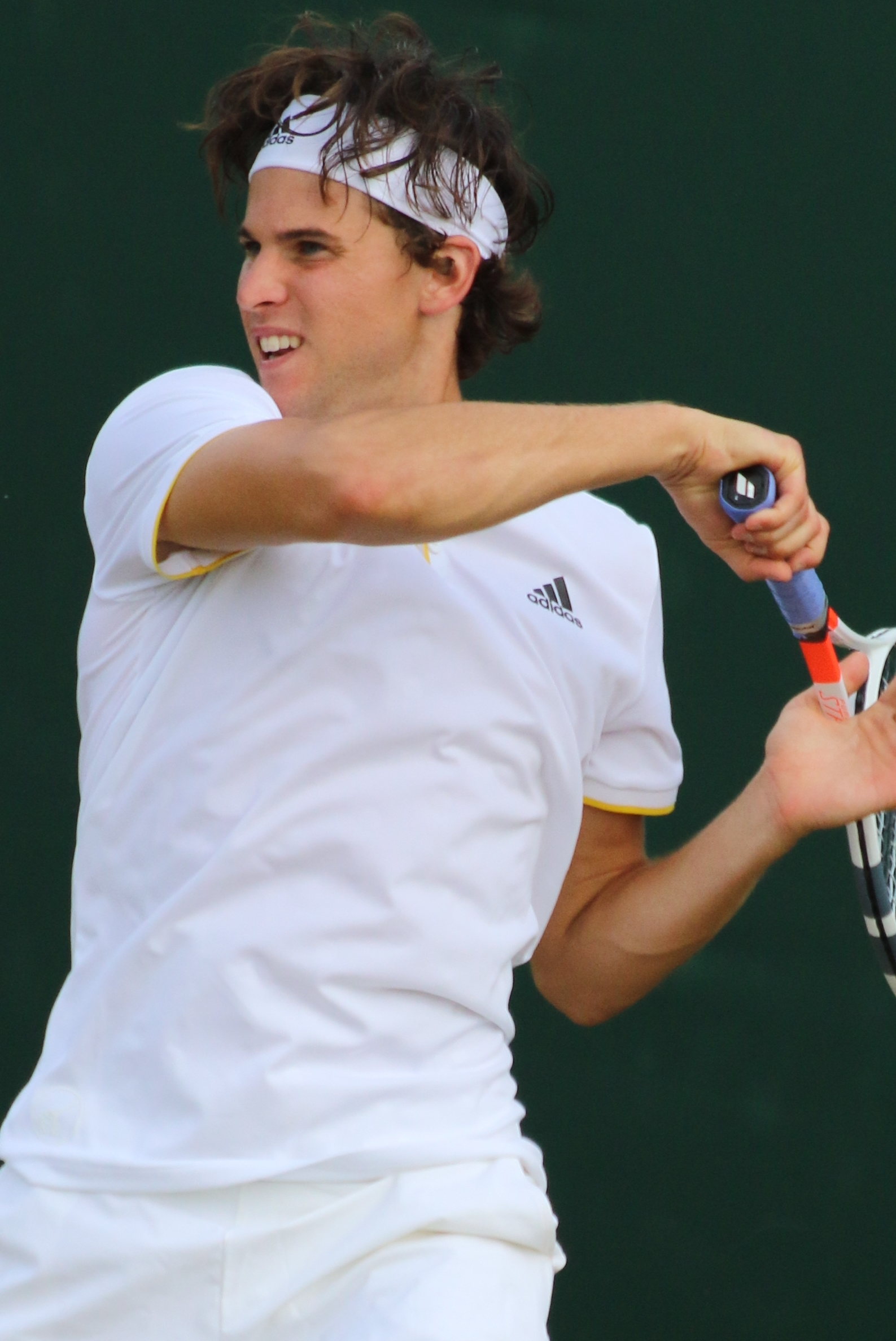
Доминик Тим впервые одержал победу над игроком из первой десятки рейтинга ATP на турнирах Большого шлема, проводящихся на быстрых покрытиях.

В первое воскресенье турнира начались матчи четвёртого круга.
В этот день одним из центральных матчей четвёртого раунда стала встреча прошлогоднего финалиста Кевина Андерсона с девятым «сеянным» Домиником Тимом. По личным встречам африканец вёл со счётом 7-1, при этом австриец не выиграл у пятой ракетки мира ни одного матча на харде. Тим, с февраля 2018 года не выигрывавший более 2 матчей подряд на быстрых покрытиях, обыграл Андерсона теннисиста в трёх партиях. Залогом успеха Доминика стала уверенная игра на подаче: у южноафриканца не было ни одного брейк-пойнта; ещё одним ключом к победе австрийца стала его почти безошибочная игра (за весь матч он допустил всего 13 невынужденных ошибок при 42 активно выигранных мячах). Для Тима эта победа стала первой над игроком из первой десятки рейтинга ATP на турнире Большого шлема, который проводится на харде. В следующем круге Доминику предстояло сыграть с первой ракеткой мира Рафаэлем Надалем.
Действующий чемпион турнира испытал некоторые проблемы в матче с грузинским теннисистом Николозом Басилашвили. Если в первой и второй партиях испанец не испытал никакого сопротивления. Однако в третьем сете борьба обострилась: Басилашвили сначала спас свою подачу с пяти брейк-пойнтов, а затем впервые в матче сделал брейк. Правда, Надаль тут же отыгрался, и в дальнейшем никому из теннисистов не удавалось выйти вперёд. Начало тай-брейка удачнее провёл испанец, но его концовка осталась за Басилашвили, который со второй попытки реализовал сетбол. Однако в четвёртой партии Надаль играл точнее и за весь сет допустил всего одну невынужденную ошибку. В итоге испанец дошёл до стадии 1/4 финала на всех турнирах Большого шлема в течение одного сезона впервые за 7 лет.

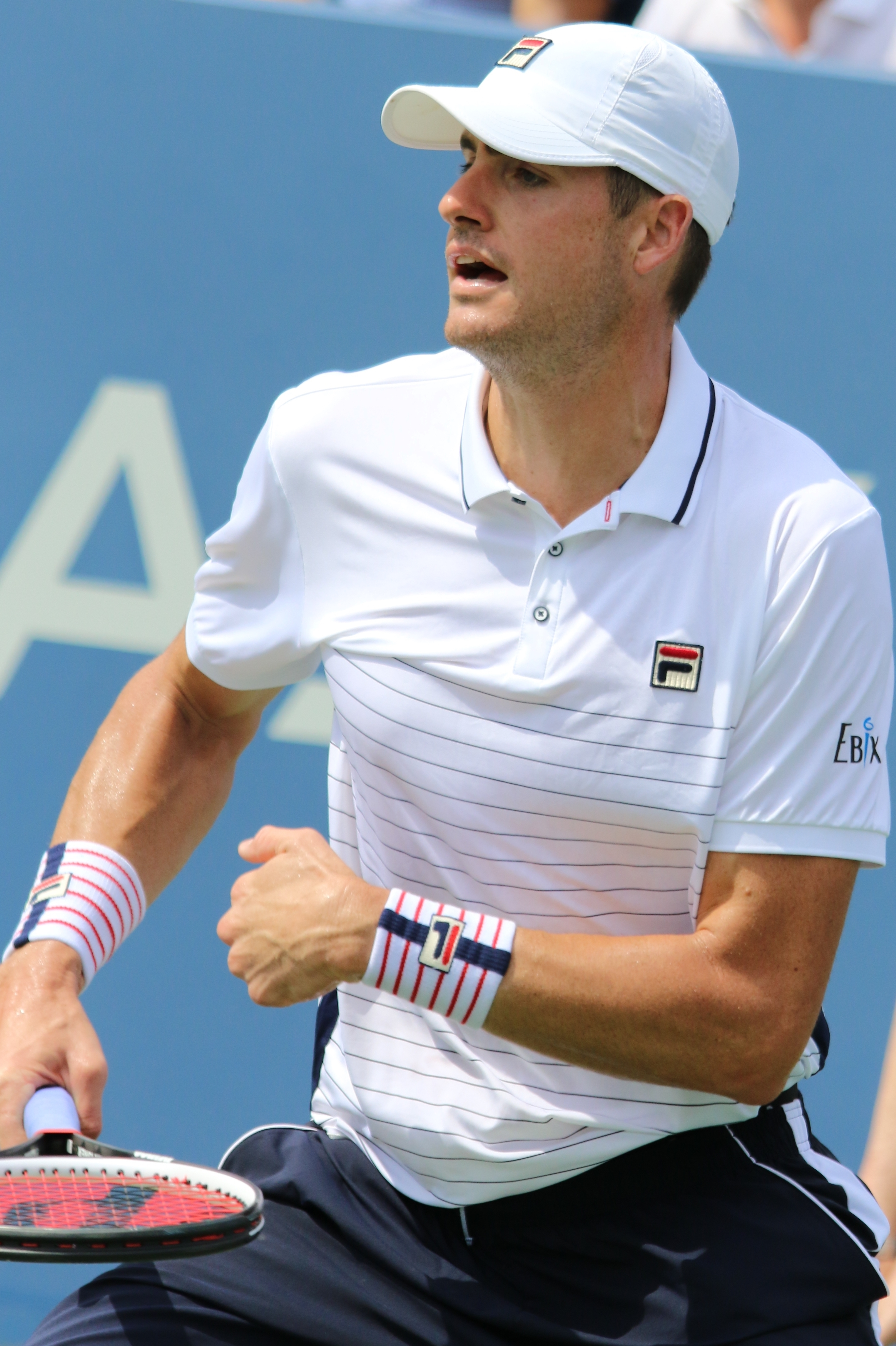
Американец Джон Изнер впервые за 7 лет вышел в четвертьфинал домашнего турнира Большого шлема.

Для американской публики одним из центральных матчей седьмого игрового дня стала встреча двух мастеров подачи — Джона Изнера и Милоша Раонича. Для обоих теннисистов эта встреча стала принципиальной: американец мог впервые с 2011 года выйти в 1/4 финала домашнего турнира Большого шлема, а канадец мог взять реванш у Изнера за поражение в четвертьфинале Уимблдонского турнира 2018. Матч проходил в упорной борьбе и завершился победой американского теннисиста в пяти сетах. Его соперником стал чемпион 2009 года Хуан Мартин дель Потро, который разгромил двадцатого «сеянного» Борну Чорича в трёх партиях.
В женском одиночном разряде одним из самых интересных матчей четвёртого круга стала встреча Серены Уильямс с эстонкой Кайей Канепи. Первый сет длился всего 19 минут. Эстонка не взяла ни одного гейма, а Уильямс-младшая обыграла свою соперницу по всем статьям. Однако во второй партии Канепи заиграла активнее, а Уильямс допускала больше ошибок. Кайя сразу повела с брейком, а затем ещё раз взяла подачу соперницы, заработав две подачи на сет. В первый раз эстонка подала неудачно, но затем смогла довести дело до победы в партии, отыграв в десятом гейме брейк-пойнт. В дебюте решающей партии Кайя снова цеплялась на приёме, но Серена выстояла и при этом сделала брейк. С пятого гейма партии Уильямс блестяще подавала (за партию у неё было 8 эйсов), и у эстонской теннисистки не было шанса побороться за победу. В следующей круге Уильямс-младшей предстояло сыграть с финалисткой турнира 2016 года Каролина Плишкова, обыгравшая в двух партиях перспективную теннисистку из Австралии Эшли Барти.
В этот день свой турнирный путь продолжила действующая чемпионка турнира Слоан Стивенс. Она одержала победу над пятнадцатой «сеянной» Элизе Мертенс в двух сетах. Соперницей американки стала Анастасия Севастова. Теннисистка из Латвии в четвёртом круге обыграла седьмую ракетку мира Элину Свитолину. Игра теннисисток напоминала качели: первую и третью партии провалила украинка, а во второй хуже играла украинка. Таким образом, Севастова в третий раз подряд вышла в 1/4 финала турнира.

## Сеянные игроки
Ниже представлены сеянные игроки согласно рейтингу WTA и ATP на 20 августа 2018 года. Рейтинговые очки после турнира указаны в таблице напротив фамилии и имени игрока.
| Посев | Место в рейтинге | Игрок                  | Очки до турнира | Защищаемые очки | Выигранные очки | Очки после турнира | Статус                                                                     |
| ----- | ---------------- | ---------------------- | --------------- | --------------- | --------------- | ------------------ | -------------------------------------------------------------------------- |
| 1     | 1                | Рафаэль Надаль         | 10 040          | 2 000           | 720             | 8 760              | Полуфинал, снялся из-за травмы в матче против Хуана Мартина дель Потро [3] |
| 2     | 2                | Роджер Федерер         | 7 080           | 360             | 180             | 6 900              | Четвёртый круг, проиграл Джону Миллману                                    |
| 3     | 3                | Хуан Мартин дель Потро | 5 500           | 720             | 1 200           | 6 030              | Финал, проиграл Новаку Джоковичу [6]                                       |
| 4     | 4                | Александр Зверев       | 4 845           | 45              | 90              | 4 890              | Третий круг, проиграл Филиппу Кольшрайберу                                 |
| 5     | 5                | Кевин Андерсон         | 4 615           | 1 200           | 180             | 3 695              | Четвёртый круг, проиграл Доминику Тиму [9]                                 |
| 6     | 6                | Новак Джокович         | 4 445           | 0               | 2 000           | 6 445              | Титул, победил Хуана Мартина дель Потро [3]                                |
| 7     | 7                | Марин Чилич            | 4 445           | 90              | 360             | 4 715              | Четвертьфинал, проиграл Кэю Нисикори [21]                                  |
| 8     | 8                | Григор Димитров        | 3 790           | 45              | 10              | 3 755              | Первый круг, проиграл Стэну Вавринке [WC]                                  |
| 9     | 9                | Доминик Тим            | 3 485           | 180             | 360             | 3 665              | Четвертьфинал, проиграл Рафаэлю Надалю [1]                                 |
| 10    | 10               | Давид Гоффен           | 3 435           | 180             | 180             | 3 435              | Четвёртый круг, проиграл Марину Чиличу [7]                                 |
| 11    | 11               | Джон Изнер             | 3 200           | 90              | 360             | 3 470              | Четвертьфинал, проиграл Хуану Мартину дель Потро [3]                       |
| 12    | 12               | Пабло Карреньо Буста   | 2 425           | 720             | 45              | 1 750              | Второй круг, снялся из-за травмы в матче против Жуана Соузы                |
| 13    | 13               | Диего Шварцман         | 2 380           | 360             | 90              | 2 110              | Третий круг, проиграл Кэю Нисикори [21]                                    |
| 14    | 14               | Фабио Фоньини          | 2 190           | 10              | 45              | 2 225              | Второй круг, проиграл Джону Миллману                                       |
| 15    | 15               | Стефанос Циципас       | 2 042           | 125             | 45              | 1 962              | Второй круг, проиграл Даниилу Медведеву                                    |
| 16    | 16               | Кайл Эдмунд            | 1 935           | 90              | 10              | 1 855              | Первый круг, проиграл Паоло Лоренци                                        |
| 17    | 17               | Люка Пуй               | 1 915           | 180             | 90              | 1 825              | Третий круг, проиграл Жуану Соузе                                          |
| 18    | 18               | Джек Сок               | 1 815           | 10              | 45              | 1 850              | Второй круг, проиграл Николозу Басилашвили                                 |
| 19    | 22               | Роберто Баутиста Агут  | 1 650           | 90              | 10              | 1 570              | Первый круг, проиграл Джейсону Кублеру [WC]                                |
| 20    | 20               | Борна Чорич            | 1 735           | 90              | 180             | 1 825              | Четвёртый круг, проиграл Хуану Мартину дель Потро [3]                      |
| 21    | 19               | Кэй Нисикори           | 1 755           | 0               | 720             | 2 475              | Полуфинал, проиграл Новаку Джоковичу [6]                                   |
| 22    | 21               | Марко Чеккинато        | 1 734           | 48              | 10              | 1 696              | Первый круг, проиграл Жюльену Беннето                                      |
| 23    | 23               | Чон Хён                | 1 630           | 45              | 45              | 1 630              | Второй круг, проиграл Михаилу Кукушкину                                    |
| 24    | 27               | Дамир Джумхур          | 1 475           | 90              | 10              | 1 395              | Первый круг, проиграл Душану Лайовичу                                      |
| 25    | 24               | Милош Раонич           | 1 575           | 0               | 180             | 1 755              | Четвёртый круг, проиграл Джону Изнеру [11]                                 |
| 26    | 25               | Ришар Гаске            | 1 535           | 10              | 90              | 1 615              | Третий круг, проиграл Новаку Джоковичу [6]                                 |
| 27    | 26               | Карен Хачанов          | 1 525           | 10              | 90              | 1 605              | Третий круг, проиграл Рафаэлю Надалю [1]                                   |
| 28    | 28               | Денис Шаповалов        | 1 385           | 205             | 90              | 1 270              | Третий круг, проиграл Кевину Андерсону [5]                                 |
| 29    | 29               | Адриан Маннарино       | 1 365           | 90              | 10              | 1 285              | Первый круг, проиграл Фрэнсису Тиафо                                       |
| 30    | 30               | Ник Кирьос             | 1 345           | 10              | 90              | 1 425              | Третий круг, проиграл Роджеру Федереру [2]                                 |
| 31    | 32               | Фернандо Вердаско      | 1 330           | 45              | 90              | 1 375              | Третий круг, проиграл Хуану Мартину дель Потро [3]                         |
| 32    | 33               | Филип Краинович        | 1 314           | 29+33           | 10+20           | 1 282              | Первый круг, снялся из-за травмы в матче против Мэттью Эбдена              |

| Посев | Место в рейтинге | Игрок                  | Очки до турнира | Защищаемые очки | Выигранные очки | Очки после турнира | Статус                                              |
| ----- | ---------------- | ---------------------- | --------------- | --------------- | --------------- | ------------------ | --------------------------------------------------- |
| 1     | 1                | Симона Халеп           | 8 061           | 10              | 10              | 8 061              | Первый круг, проиграла Кайе Канепи                  |
| 2     | 2                | Каролина Возняцки      | 5 975           | 70              | 70              | 5 975              | Второй круг, проиграла Лесе Цуренко                 |
| 3     | 3                | Слоан Стивенс          | 5 482           | 2 000           | 430             | 3 912              | Четвертьфинал, проиграла Анастасии Севастовой [19]  |
| 4     | 4                | Анжелика Кербер        | 5 305           | 10              | 130             | 5 425              | Третий круг, проиграла Доминике Цибулковой [29]     |
| 5     | 5                | Петра Квитова          | 4 885           | 430             | 130             | 4 585              | Третий круг, проиграла Арине Соболенко [26]         |
| 6     | 6                | Каролин Гарсия         | 4 725           | 240             | 130             | 4 615              | Третий круг, проиграла Карле Суарес Наварро [30]    |
| 7     | 7                | Элина Свитолина        | 4 555           | 240             | 240             | 4 555              | Четвёртый круг, проиграла Анастасии Севастовой [19] |
| 8     | 8                | Каролина Плишкова      | 4 105           | 430             | 430             | 4 105              | Четвертьфинал, проиграла Серене Уильямс [17]        |
| 9     | 9                | Юлия Гёргес            | 3 900           | 240             | 70              | 3 730              | Второй круг, проиграла Екатерине Макаровой          |
| 10    | 10               | Елена Остапенко        | 3 787           | 130             | 130             | 3 787              | Третий круг, проиграла Марии Шараповой [22]         |
| 11    | 11               | Дарья Касаткина        | 3 525           | 240             | 70              | 3 355              | Второй круг, проиграла Александре Саснович          |
| 12    | 12               | Гарбинье Мугуруса      | 3 500           | 240             | 70              | 3 330              | Второй круг, проиграла Каролине Муховой [Q]         |
| 13    | 13               | Кики Бертенс           | 3 260           | 10              | 130             | 3 380              | Третий круг, проиграла Маркете Вондроушовой         |
| 14    | 14               | Мэдисон Киз            | 3 212           | 1 300           | 780             | 2 692              | Полуфинал, проиграла Наоми Осаке [20]               |
| 15    | 15               | Элизе Мертенс          | 2 940           | 10              | 240             | 3 170              | Четвёртый круг, проиграла Слоан Стивенс [3]         |
| 16    | 16               | Винус Уильямс          | 2 841           | 780             | 130             | 2 191              | Третий круг, проиграла Серене Уильямс [17]          |
| 17    | 26               | Серена Уильямс         | 1 676           | 0               | 1 300           | 2 976              | Финал, проиграла Наоми Осаке [20]                   |
| 18    | 17               | Эшли Барти             | 2 740           | 130             | 240             | 2 850              | Четвёртый круг, проиграла Каролине Плишковой [8]    |
| 19    | 18               | Анастасия Севастова    | 2 250           | 430             | 780             | 2 600              | Полуфинал, проиграла Серене Уильямс [17]            |
| 20    | 19               | Наоми Осака            | 2 245           | 130             | 2 000           | 4 115              | Титул, победила Серену Уильямс [17]                 |
| 21    | 21               | Михаэла Бузарнеску     | 2 068           | 40              | 0               | 2 028              | Снялась до начала турнира из-за травмы              |
| 22    | 22               | Мария Шарапова         | 2 003           | 240             | 240             | 2 003              | Четвёртый круг, проиграла Карле Суарес Наварро [30] |
| 23    | 23               | Барбора Стрыцова       | 1 930           | 70              | 130             | 1 990              | Третий круг, проиграла Элизе Мертенс [15]           |
| 24    | 25               | Коко Вандевеге         | 1 878           | 780             | 10              | 1 108              | Первый круг, проиграла Кирстен Флипкенс             |
| 25    | 32               | Дарья Гаврилова        | 1 435           | 70              | 70              | 1 435              | Второй круг, проиграла Виктории Азаренко [WC]       |
| 26    | 20               | Арина Соболенко        | 2 140           | 60              | 240             | 2 320              | Четвёртый круг, проиграла Наоми Осаке [20]          |
| 27    | 28               | Анастасия Павлюченкова | 1 585           | 10              | 10              | 1 585              | Первый круг, проиграла Ребекке Петерсон             |
| 28    | 27               | Анетт Контавейт        | 1 665           | 10              | 10              | 1 665              | Первый круг, проиграла Катерине Синяковой           |
| 29    | 35               | Доминика Цибулкова     | 1 390           | 70              | 240             | 1 560              | Четвёртый круг, проиграла Мэдисон Киз [14]          |
| 30    | 24               | Карла Суарес Наварро   | 1 879           | 240             | 430             | 2 069              | Четвертьфинал, проиграла Мэдисон Киз [14]           |
| 31    | 29               | Магдалена Рыбарикова   | 1 540           | 130             | 10              | 1 420              | Первый круг, проиграла Ван Цян                      |
| 32    | 30               | Мария Саккари          | 1 514           | 130             | 70              | 1 454              | Второй круг, проиграла Софии Кенин                  |

| Пара игроков          | Пара игроков       | Рейтинг | Посев |
| --------------------- | ------------------ | ------- | ----- |
| Оливер Марах          | Мате Павич         | 5       | 1     |
| Хенри Континен        | Джон Пирс          | 9       | 2     |
| Майк Брайан           | Джек Сок           | 13      | 3     |
| Джейми Маррей         | Бруно Соарес       | 15      | 4     |
| Хуан Себастьян Кабаль | Роберт Фара        | 21      | 5     |
| Жан-Жюльен Ройер      | Хория Текэу        | 24      | 6     |
| Лукаш Кубот           | Марсело Мело       | 27      | 7     |
| Равен Класен          | Майкл Винус        | 36      | 8     |
| Пьер-Юг Эрбер         | Николя Маю         | 42      | 9     |
| Фелисиано Лопес       | Марк Лопес         | 44      | 10    |
| Иван Додиг            | Марсель Гранольерс | 51      | 11    |
| Бен Маклахлан         | Ян-Леннард Штруфф  | 53      | 12    |
| Хулио Перальта        | Орасио Себальос    | 63      | 13    |
| Робин Хаасе           | Матве Мидделкоп    | 63      | 14    |
| Рохан Бопанна         | Эдуар Роже-Васслен | 64      | 15    |
| Доминик Инглот        | Франко Шкугор      | 66      | 16    |

| Пара игроков              | Пара игроков               | Рейтинг | Посев |
| ------------------------- | -------------------------- | ------- | ----- |
| Барбора Крейчикова        | Катерина Синякова          | 7       | 1     |
| Тимея Бабош               | Кристина Младенович        | 9       | 2     |
| Андрея Сестини Главачкова | Барбора Стрыцова           | 17      | 3     |
| Габриэла Дабровски        | Сюй Ифань                  | 21      | 4     |
| Андрея Клепач             | Мария Хосе Мартинес Санчес | 28      | 5     |
| Луция Градецкая           | Екатерина Макарова         | 32      | 6     |
| Элизе Мертенс             | Деми Схюрс                 | 32      | 7     |
| Николь Мелихар            | Квета Пешке                | 33      | 8     |
| Кики Бертенс              | Юханна Ларссон             | 39      | 9     |
| Чжань Хаоцин              | Ян Чжаосюань               | 43      | 10    |
| Ваня Кинг                 | Катарина Среботник         | 64      | 11    |
| Алиция Росольская         | Абигейл Спирс              | 64      | 12    |
| Эшли Барти                | Коко Вандевеге             | 66      | 13    |
| Ракель Атаво              | Анна-Лена Грёнефельд       | 66      | 14    |
| Ирина-Камелия Бегу        | Моника Никулеску           | 70      | 15    |
| Мию Като                  | Макото Ниномия             | 81      | 16    |

| Пара игроков              | Пара игроков          | Рейтинг | Посев |
| ------------------------- | --------------------- | ------- | ----- |
| Габриэла Дабровски        | Мате Павич            | 12      | 1     |
| Николь Мелихар            | Оливер Марах          | 19      | 2     |
| Чжань Хаоцин              | Хенри Континен        | 28      | 3     |
| Латиша Чан                | Иван Додиг            | 29      | 4     |
| Андрея Сестини Главачкова | Эдуар Роже-Васслен    | 34      | 5     |
| Деми Схюрс                | Матве Мидделкоп       | 41      | 6     |
| Катарина Среботник        | Майкл Винус           | 41      | 7     |
| Абигейл Спирс             | Хуан Себастьян Кабаль | 43      | 8     |

## Победители

### Взрослые

#### Мужчины. Одиночный разряд
Новак Джокович обыграл  Хуана Мартина дель Потро со счётом 6-3, 7-6(4), 6-3.
- Джокович выиграл 2-й в сезоне и 14-й за карьеру титул на турнирах серии Большого шлема (в том числе 3-й на Открытом чемпионате США, до этого в 2011 и 2015 годах).
- Джокович сравнялся по количеству титулов на турнирах серии Большого шлема с Питом Сампрасом и стал занимать третье место по этому показателю[49].
- Джокович выиграл 3-й одиночный титул в сезоне и 71-й за карьеру в основном туре ассоциации.
- Дель Потро впервые за 9 лет вышел в финал турнира Большого шлема, которой стал для него вторым.
- Для аргентинца это поражение стало 12-м в финальных матчах (при 34 финалах) на соревнованиях основного тура.

#### Женщины. Одиночный разряд
Наоми Осака обыграла  Серену Уильямс со счётом 6-2, 6-4.
- Осака стала первой чемпионкой турниров Большого шлема из Японии в одиночном разряде и второй из Азии (первая чемпионка — китаянка Ли На)[50].
- Для Наоми Осаки этот титул стал вторым в карьере и первым на турнирах серии Большого шлема.
- Серена Уильямс проиграла в восьмом финале (из 31) турнира серии Большого шлема (в том числе на втором «мэйджоре» подряд) и в двадцать втором (из 94) на турнирах уровня WTA Тура.
- Серена Уильямс упустила возможность сравняться по количеству титулов на турнирах серии Большого шлема с австралийкой Маргарет Корт, которая побеждала 24 раза (в том числе 11 титулов в Открытой эре).

#### Мужчины. Парный разряд
Майк Брайан /  Джек Сок обыграли  Лукаша Кубота /  Марсело Мело со счётом 6-3, 6-1.
- Для Брайана этот титул стал 120-м в карьере на турнирах уровня ATP Тура (18-м на турнирах Большого шлема), а для Сока — 13-м (3-м на «мэйджорах»).
- Выиграв свой 18-й титул на турнирах Большого шлема, Майк Брайан обошёл по количеству побед на «мэйджорах» австралийца Джона Ньюкомба и стал самым титулованным теннисистом в истории мужского парного тенниса[51].
- Кубот проиграл в финальном матче турниров уровня ATP в 15-й раз (из 37), а Мело — в 24-й (из 54).

#### Женщины. Парный разряд
Эшли Барти /  Коко Вандевеге обыграли  Тимею Бабош /  Кристину Младенович со счётом 3-6, 7-6(2), 7-6(6).
- Барти и Вандевеге выиграли дебютный титул на турнирах серии Большого шлема (5-й парный финал Большого шлема для австралийки и 1-й для американки).
- Барти выиграла 7-й парный титул в сезоне и 62-й за карьеру в туре ассоциации.
- Вандевеге выиграла 4-й парный титул в сезоне и 9-й за карьеру в туре ассоциации.
- Бабош проиграла 12-й финальный матч (из 30-ти) в карьере, а Младенович — 13-й (из 31-го) в туре ассоциации.

#### Смешанный парный разряд
Бетани Маттек-Сандс /  Джейми Маррей обыграли  Алицию Росольскую /  Николу Мектича со счётом 2-6, 6-3, [11-9].
- Маттек-Сандс выиграла 3-й титул на турнирах Большого шлема в миксте, а Маррей — четвёртый.
- Росольская и Мектич впервые участвовали в финале турнира серии Большого шлема.

### Юниоры

#### Юноши. Одиночный турнир
Тиагу Зайбот Вилд обыграл  Лоренцо Музетти со счётом 6-1, 2-6, 6-2.

#### Девушки. Одиночный турнир
Ван Сиюй обыграла  Клару Бюрель со счётом 7-6(4), 6-2.

#### Юноши. Парный турнир
Адриан Андреев /  Антон Матусевич обыграли  Эмилио Нава /  Акселя Неффе со счётом 6-4, 2-6, [10-8].

#### Девушки. Парный турнир
Кори Гауфф /  Кэти Макнэлли обыграли  Хейли Баптист /  Далейну Хьюитт со счётом 6-3, 6-2.